# الحج في الإسلام
الحَجُّ فِي الإسْلَامِ هو حج المسلمين إلى مدينة مكة في موسم محدد من كل عام، وله شعائر معينة تسمى مناسك الحج، وهو واجب لمرة واحدة في العمر لكل بالغ قادر من المسلمين. هو الركن الخامس من أركان الإسلام، لقول النبي محمد ﷺ: «بني الإسلامُ على خمسٍ: شهادةِ أن لا إله إلا الله وأن محمدًا رسول الله، وإقامِ الصلاة، وإيتاءِ الزكاة، وصومِ رمضانَ، وحجِّ البيتِ لمنِ استطاعَ إليه سبيلا.» والحج فرض عين على كل مسلم بالغ قادر، لما ذكر في القرآن: ﴿وَأَذِّنْ فِي النَّاسِ بِالْحَجِّ يَأْتُوكَ رِجَالًا وَعَلَى كُلِّ ضَامِرٍ يَأْتِينَ مِنْ كُلِّ فَجٍّ عَمِيقٍ ۝٢٧﴾ [الحج:27] تبدأ مناسك الحج في الثامن من شهر ذي الحجة بأن يقوم الحاج بالإحرام من مواقيت الحج المحددة، ثم يتوجهَ إلى مكة ليطوف طواف القدوم، ثم يتوجه إلى منًى لقضاء يوم التروية، ثم يتوجه إلى عرفة لقضاء يوم عرفة، ليرمي الحاجُّ بعد ذلك الجمرات في جمرة العقبة الكبرى، ويعود إلى مكة ليقوم بطواف الإفاضة، ثم يعود إلى منى لقضاء أيام التشريق، ويعود مرة أخرى إلى مكة ليقوم بطواف الوداع ومغادرة الأماكن المقدسة.
الحج شعيرة دينية شائعة وموجودة في كثير من الديانات، وكذلك الحج إلى بيوت كانت موزعة في مختلف مناطق الجزيرة العربية سميت كعبات،[بحاجة لمصدر] ومنها الكعبة في مكة أو ما يشار اليه بالبيت الحرام تحديدا، فالحج إليه موجود من قبل الإسلام، ويعتقد المسلمون أنه شعيرة فرضها الله على أمم سابقة مثل الحنيفية أتباع ملة النبي إبراهيم، مستشهدين بالقرآن: ﴿وَإِذْ بَوَّأْنَا لِإِبْرَاهِيمَ مَكَانَ الْبَيْتِ أَنْ لَا تُشْرِكْ بِي شَيْئًا وَطَهِّرْ بَيْتِيَ لِلطَّائِفِينَ وَالْقَائِمِينَ وَالرُّكَّعِ السُّجُودِ ۝٢٦﴾ [الحج:26] ويقرون أن الناس كانوا يؤدونها أيام النبي إبراهيم ومن بعده، لكنهم خالفوا بعض مناسك الحج وابتدعوا فيها، ويردون ذلك إلى الحين الذي ظهرت الوثنية وعبادة الأصنام في الجزيرة العربية على يد عمرو بن لحي بحسب الرواية الدينية. وقد حجّ النبي مرة واحدة فقط هي حجة الوداع في عام 10 هـ، ويمارس المسلمون مناسك الحج المأخوذة عن تلك الحجة باعتبارها المناسك الصحيحة، مستشهدين بقوله: «خذوا عني مناسككم.» كما ألقى النبي خطبته الشهيرة التي أتم فيها قواعد وأساسات الدين الإسلامي.
فرض الحج في السنة التاسعة للهجرة، ويجب على المسلم أن يحج مرة واحدة في عمره، فإذا حج المسلم بعد ذلك مرة أو مرات كان ذلك تطوعا منه، فقد روى أبو هريرة أن النبي محمدا قال: «يا أيها الناس، قد فرض عليكم الحج فحجوا.» فقال رجل من الصحابة: «أيجب الحج علينا كل عام مرة يا رسول الله؟» فسكت النبي، فأعاد الرجل سؤاله مرتين، فقال النبي: «لو قلت نعم لوجبت، وما استطعتم.» ثم قال: «ذروني ما تركتكم.» شروط الحج خمسة: الشرط الأول الإسلام بمعنى أنه لا يجوز لغير المسلمين أداء مناسك الحج؛ الشرط الثاني العقل فلا حج على مجنون حتى يشفى من مرضه؛ الشرط الثالث البلوغ فلا يجب الحج على الصبي حتى يحتلم؛ الشرط الرابع الحرية فلا يجب الحج على المملوك حتى يعتق؛ أما الشرط الخامس الاستطاعة بمعنى أن الحج يجب على كل شخص مسلم قادر ومستطيع.
يؤمن المسلمون أن للحج منافع روحية كثيرة وفضل كبير، والطوائف الإسلامية المختلفة، من سنية وشيعية، تؤدي مناسك الحج بنفس الطريقة، ولكن يختلف الشيعة عن أهل السنة من ناحية استحباب زيارة قبور الأئمة المعصومين وفق المعتقد الشيعي، وأضرحة وقبور أهل البيت المعروفة، وبعض الصحابة الذين يُجِّلُّونَهم.

## التاريخ

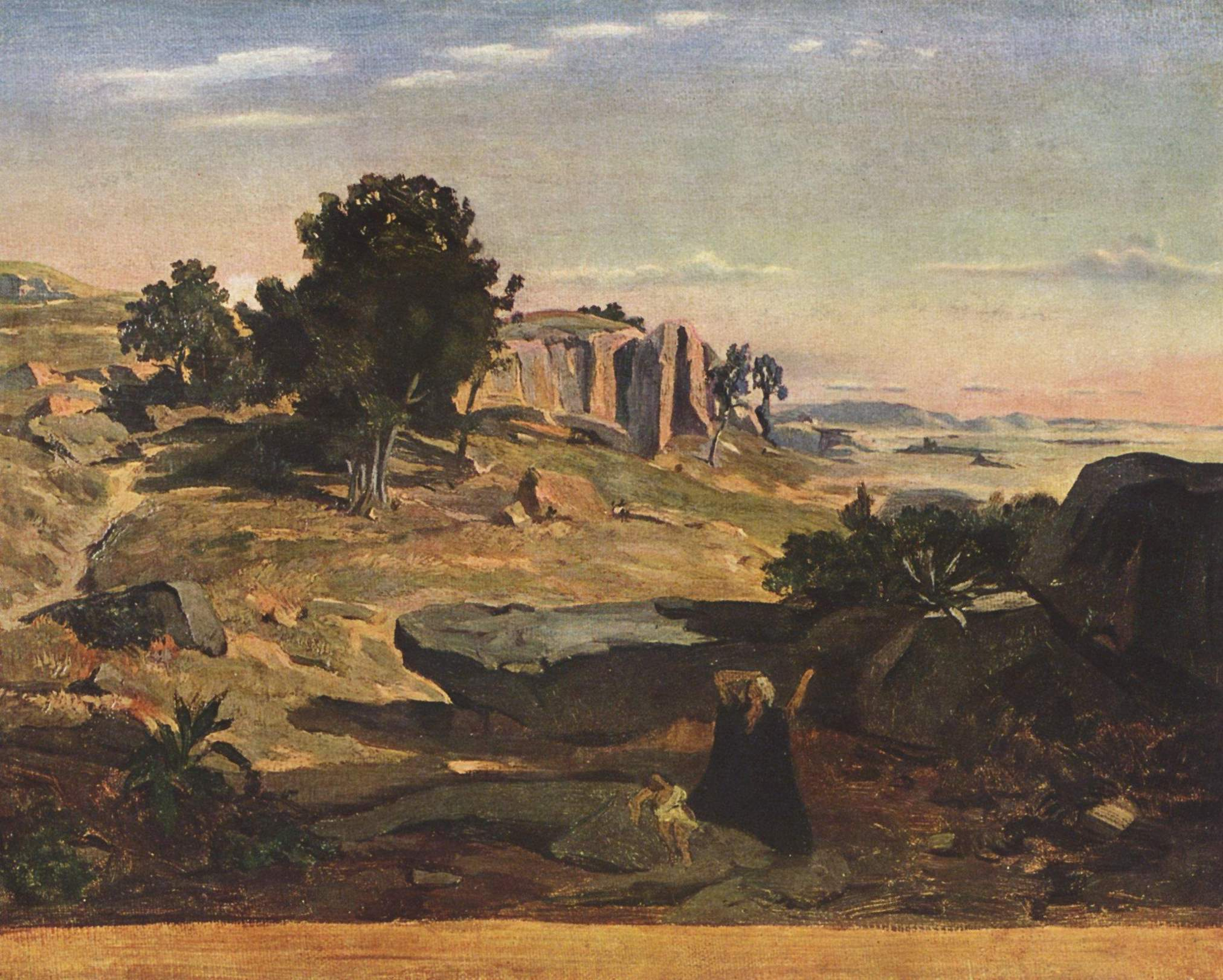
رسم تخيلي لهاجر وإسماعيل في البرية.

يرجع تاريخ الحج في الإسلام إلى فترة سابقة على بعثة النبي محمد بآلاف السنين، وبالتحديد إلى عهد النبي إبراهيم الخليل. تنص المصادر الإسلامية إلى أن إبراهيم كان نازلا في بادية الشام، فلما ولد له من جاريته هاجر إسماعيل، اغتمت زوجته سارة من ذلك غما شديدا لأنه لم يكن له منها ولد فكانت تؤذي إبراهيم في هاجر وتغمه، فشكا إبراهيم ذلك إلى الله، فأمره أن يخرج إسماعيل وأمه عنها، فقال: «أي رب إلى أي مكان؟» قال: «إلى حرمي وأمني وأول بقعة خلقتها من أرضي وهي مكة»، وأنزل عليه جبريل بالبراق فحمل هاجر وإسماعيل وإبراهيم، فكان إبراهيم لا يمر بموضع حسن فيه شجر ونخل وزرع إلا قال: «يا جبريل إلى ها هنا إلى ها هنا» فيقول جبريل: «لا إمض لا إمض» حتى وافى مكة فوضعه في موضع البيت، وقد كان إبراهيم عاهد سارة أن لا ينزل حتى يرجع إليها، فلما نزلوا في ذلك المكان كان فيه شجر فألقت هاجر على ذلك الشجر كساء كان معها فاستظلت تحته فلما سرحهم إبراهيم ووضعهم وأراد الانصراف عنهم إلى سارة قالت له هاجر: «لم تدعنا في هذا الموضع الذي ليس فيه أنيس ولا ماء ولا زرع؟»، فقال إبراهيم: «ربي الذي أمرني أن أضعكم في هذا المكان»، ثم انصرف عنهم فلما بلغ كدى وهو جبل بذي طوى التفت إليهم إبراهيم فقال: ﴿رَبَّنَا إِنِّي أَسْكَنْتُ مِنْ ذُرِّيَّتِي بِوَادٍ غَيْرِ ذِي زَرْعٍ عِنْدَ بَيْتِكَ الْمُحَرَّمِ رَبَّنَا لِيُقِيمُوا الصَّلَاةَ فَاجْعَلْ أَفْئِدَةً مِنَ النَّاسِ تَهْوِي إِلَيْهِمْ وَارْزُقْهُمْ مِنَ الثَّمَرَاتِ لَعَلَّهُمْ يَشْكُرُونَ ۝٣٧﴾ [إبراهيم:37]، ثم مضى وبقيت هاجر.

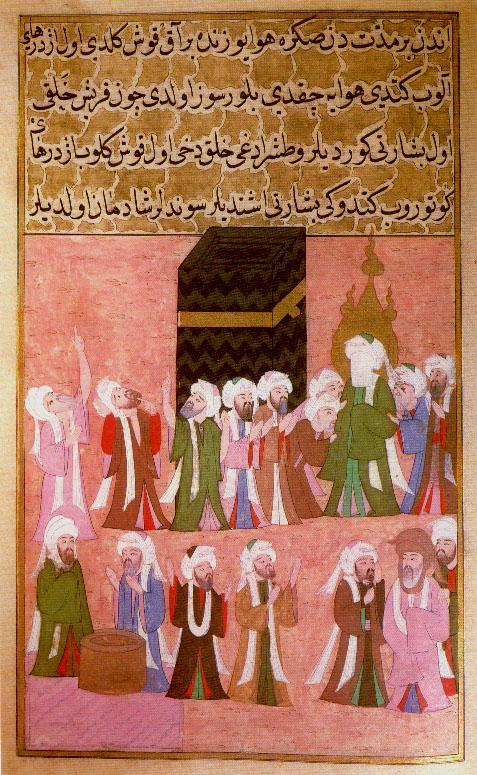
رسم عثماني للمسلمين وهم يطوفون بالكعبة بعد فتحهم مكة، ويبدو النبي محمد وقد غطي وجهه بقماش أبيض.

لما ارتفع النهار عطش إسماعيل، فقامت هاجر في الوادي حتى صارت في موضع المسعى فنادت: «هل في الوادي من أنيس؟» فغاب عنها إسماعيل، فصعدت على الصفا ولمع لها السراب في الوادي وظنت أنه ماء فنزلت في بطن الوادي وسعت فلما بلغت المروة غاب عنها إسماعيل، ثم لمع لها السراب في ناحية الصفا وهبطت إلى الوادي تطلب الماء فلما غاب عنها إسماعيل عادت حتى بلغت الصفا فنظرت إلى إسماعيل، حتى فعلت ذلك سبع مرات فلما كان في الشوط السابع وهي على المروة نظرت إلى إسماعيل وقد ظهر الماء من تحت رجليه فعدت حتى جمعت حوله رملا وكان سائلا فزمته بما جعلت حوله فلذلك سميت زمزم، وكانت قبيلة جرهم نازلة بذي المجاز وعرفات فلما ظهر الماء بمكة عكفت الطيور والوحوش على الماء فنظرت جرهم إلى تعكف الطير على ذلك المكان فاتبعوها حتى نظروا إلى امرأة وصبي نزول في ذلك الموضع قد استظلوا بشجرة قد ظهر لهم الماء فقال لهم كبير جرهم: «من أنت وما شأنك وشأن هذا الصبي؟»، قالت: «أنا أم ولد إبراهيم خليل الرحمن وهذا ابنه أمره الله أن ينزلنا ها هنا»، فقالوا لها: «أتأذنين أن نكون بالقرب منكم؟» فقالت: «حتى أسأل إبراهيم»، فزارهما إبراهيم يوم الثالث فاستأذنته هاجر ببقاء قبيلة جرهم، فقبل بذلك، فنزلوا بالقرب منهم وضربوا خيامهم وأنست هاجر وإسماعيل بهم، فلما زارهم إبراهيم في المرة الثانية ونظر إلى كثرة الناس حولهم سر بذلك سرورا شديدا.
عاش إسماعيل وأمه مع قبيلة جرهم إلى أن بلغ مبلغ الرجال، فأمر الله إبراهيم أن يبني البيت الحرام في البقعة حيث أنزلت على آدم القبة، فلم يدر إبراهيم في أي مكان يبني البيت، كون القبة سالفة الذكر استمرت قائمة حتى أيام الطوفان في زمان نوح فلما غرقت الدنيا رفعها الله، وفق المعتقد الإسلامي، فبعث الله جبريل فخط لإبراهيم موضع البيت وأنزل عليه القواعد من الجنة، فبنى إبراهيم البيت ونقل إسماعيل الحجر من ذي طوى، فرفعه في السماء تسعة أذرع، ثم دله على موضع الحجر الأسود، فاستخرجه إبراهيم ووضعه في موضعه الذي هو فيه وجعل له بابين: بابا إلى المشرق وبابا إلى المغرب، فالباب الذي إلى المغرب يسمى المستجار، ثم ألقى عليه الشيح والأذخر وعلقت هاجر على بابه كساء كان معها فكانوا يكونون تحته، فلما بناه وفرغ حج إبراهيم وإسماعيل ونزل عليهما جبريل يوم التروية لثمان خلت من ذي الحجة، فقال: «يا إبراهيم قم فارتو من الماء»، لأنه لم يكن بمنى وعرفات ماء فسميت التروية لذلك، ثم أخرجه إلى منى فبات بها ولما فرغ إبراهيم من بناء البيت قال: ﴿رب اجعل هذا بلدا آمنا وارزق أهله من الثمرات من آمن منهم بالله واليوم الآخر قال ومن كفر فأمتعه قليلا ثم أضطره إلى عذاب النار وبئس المصير﴾.
أخذ المؤمنون برسالة إبراهيم وإسماعيل ومن خلفهما من الأنبياء يحجون إلى الكعبة سنويا، واستمر الأمر على هذا المنوال حتى انتشرت الوثنية بين العرب أيام سيد مكة عمرو بن لحي الخزاعي، الذي يعتبر أول من أدخل عبادة الأصنام إلى شبه الجزيرة العربية، وغير دين الناس الحنيفي. وقام العرب مع مرور الزمن بنصب الأصنام والأوثان الممثلة لآلهتهم حول الكعبة، وأخذت بعض قبائل مكة تتاجر بها، فسمحت لأي قبيلة أو جماعة أخرى، بغض النظر عن دينها أو آلهتها، أن تحج إلى البيت العتيق. استمر بعض الأحناف والمسيحيون يحجون إلى الكعبة بعد انتشار الوثنية، وبعد هجرة محمد بتسع سنوات، فُرض الحج على من آمن بدعوته ورسالته، وذلك في سورة آل عمران: ﴿ولله على الناس حج البيت من استطاع إليه سبيلا﴾. لم يحج المسلمون إلى مكة قبل عام 631، أي سنة فتحها على يد الرسول محمد، الذي دمر كافة الأصنام والأوثان، وطاف بالكعبة هو ومن معه وأدوا كافة المناسك الأخرى التي استقرت منذ ذلك الحين على هذا النحو.

## فضل الحج

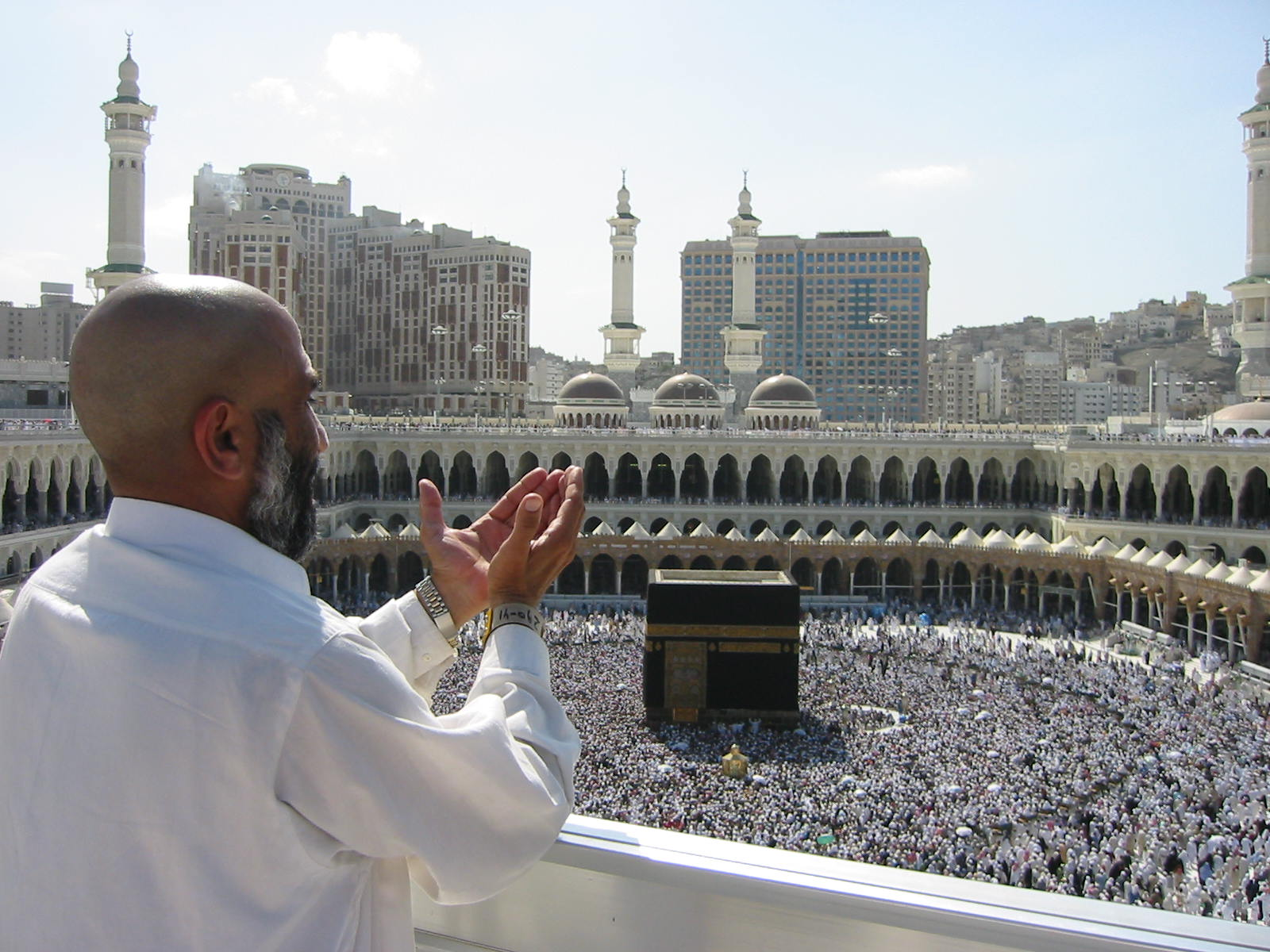
حاج يدعو الله في المسجد الحرام.

وردت عن النبي محمد العديد من الأحاديث النبوية التي تتحدث عن فضل أداء مناسك الحج وعن الثواب الذي يجنيه المسلم جراء أداء هذا الركن من أركان الإسلام، ومن أبرز هذه الأحاديث: ما ورد في سنن الترمذي عن عبد الله بن مسعود أنه قال: أن رسول الله قال: « تابعوا بين الحج والعمرة، فإنهما ينفيان الفقر والذنوب كما ينفي الكير خبث الحديد والذهب والفضة، وليس للحجة المبرورة ثواب إلا الجنة» وما ورد في صحيح البخاري عن أبي هريرة أنه قال: "أن رسول الله سئل أي العمل أفضل؟ فقال: « إيمان بالله ورسوله». قيل: ثم ماذا؟ قال: « الجهاد في سبيل الله». قيل: ثم ماذا؟ قال: « حج مبرور»". وما ورد في صحيح البخاري عن أبي هريرة أنه قال: سمعت رسول الله يقول: « من حج، فلم يرفث ولم يفسق، رجع من ذنوبه كيوم ولدته أمه». وما ورد في صحيح البخاري عن أبي هريرة أنه قال: أن رسول الله قال: « العمرة إلى العمرة كفارة لما بينهما، والحج المبرور ليس له جزاء إلا الجنة». وما ورد في سنن النسائي عن أبي هريرة أنه قال: أن رسول الله قال: « جهاد الكبير والضعيف والمرأة: الحج والعمرة». وما ورد في صحيح البخاري عن عائشة أنها قالت: قلت لرسول الله "يا رسول الله، نرى الجهاد أفضل العمل أفلا نجاهد؟ قال: « لكن أفضل من الجهاد حج مبرور». وما ورد في صحيح مسلم عن عائشة أنها قالت: أن رسول الله قال: « ما من يوم أكثر من أن يعتق الله فيه عبدا من النار من يوم عرفة».

## أنواع نسك الحج
ينقسم الحج من حيث طبيعة النسك إلى ثلاثة أنواع هي:
- حج التمتع: ويعني أن الحاج ينوي أولا أداء العمرة وذلك في الأيام العشرة الأوائل من شهر ذو الحجة، ثم يحرم بها من الميقات، ويقول: «لبيك بعمرة»، ويتوجه الحاج بعد ذلك إلى مكة، وبحسب الفقه الجعفري يجب عدم التظليل عبر الجلوس تحت ما يحجب السماء مثل سقف مبنى أو سقف وسائل النقل من سيارة وغيرها أثناء الانتقال إلى مكة بالنسبة للرجال ومن يفعل ذلك من غير بأس فعليه كفارة بالنسبة للرجال، وبعد الوصول لمكة يتم المحرم مناسك العمرة من الطواف والسعي، ثم يتحلل من الإحرام بالتقصير،[36] ويحل له كل شيء حتى النساء، ويظل كذلك إلى يوم الثامن من ذي الحجة فيحرم بالحج ويؤدي مناسكه من الوقوف بعرفة وطواف الإفاضة، والسعي وسواه،[36] فيكون قد أدى مناسك العمرة كاملة ثم أتبعها بمناسك الحج كاملة أيضا. ويعد حج التمتع أفضل أنواع الحج عند الحنابلة والشيعة، ويشترط لصحة التمتع أن يجمع بين العمرة والحج في سفر واحد، وفي أشهر الحج، وفي عام واحد.[36]
- حج القران: ويعني أن ينوي الحاج عند الإحرام الحج والعمرة معا فيقول: «لبيك بحج وعمرة»،[37] ثم يتوجه إلى مكة ويطوف طواف القدوم، ويبقى محرما إلى أن يحين موعد مناسك الحج، فيؤديها كاملة من الوقوف بعرفة، ورمي جمرة العقبة، وسائر المناسك،[37] وليس على الحاج أن يطوف ويسعى مرة أخرى للعمرة بل يكفيه طواف الحج وسعيه، وذلك لما ورد في صحيح مسلم أن رسول الله قال لعائشة: « طوافك بالبيت وبين الصفا والمروة يكفيك لحجك وعمرتك».[38] ويعد حج القران أفضل أنواع الحج عند الأحناف.[37]
- حج الإفراد: ويعني أن ينوي الحاج عند الإحرام الحج فقط ويقول: «لبيك بحج» ثم يتوجه إلى مكة ويطوف طواف القدوم، ويبقى محرما إلى وقت الحج، فيؤدي مناسكه من الوقوف بعرفة والمبيت بمزدلفة، ورمي جمرة العقبة، وسائر المناسك،[39] حتى إذا أنهى المناسك بالتحلل الثاني خرج من مكة وأحرم مرة أخرى بنية العمرة - إن شاء - وأدى مناسكها. والإفراد أفضل أنواع النسك عند الشافعية والمالكية؛ لأن حجة الرسول كانت عندهم بالإفراد.

## المناسك

### المواقيت

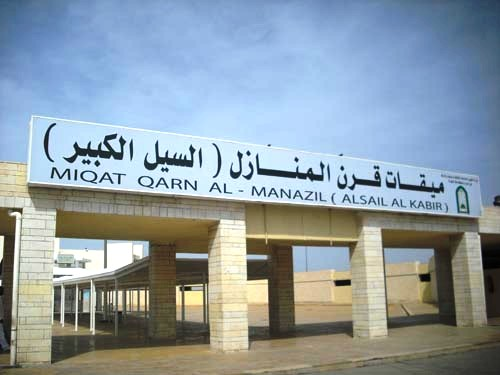
ميقات قرن المنازل.

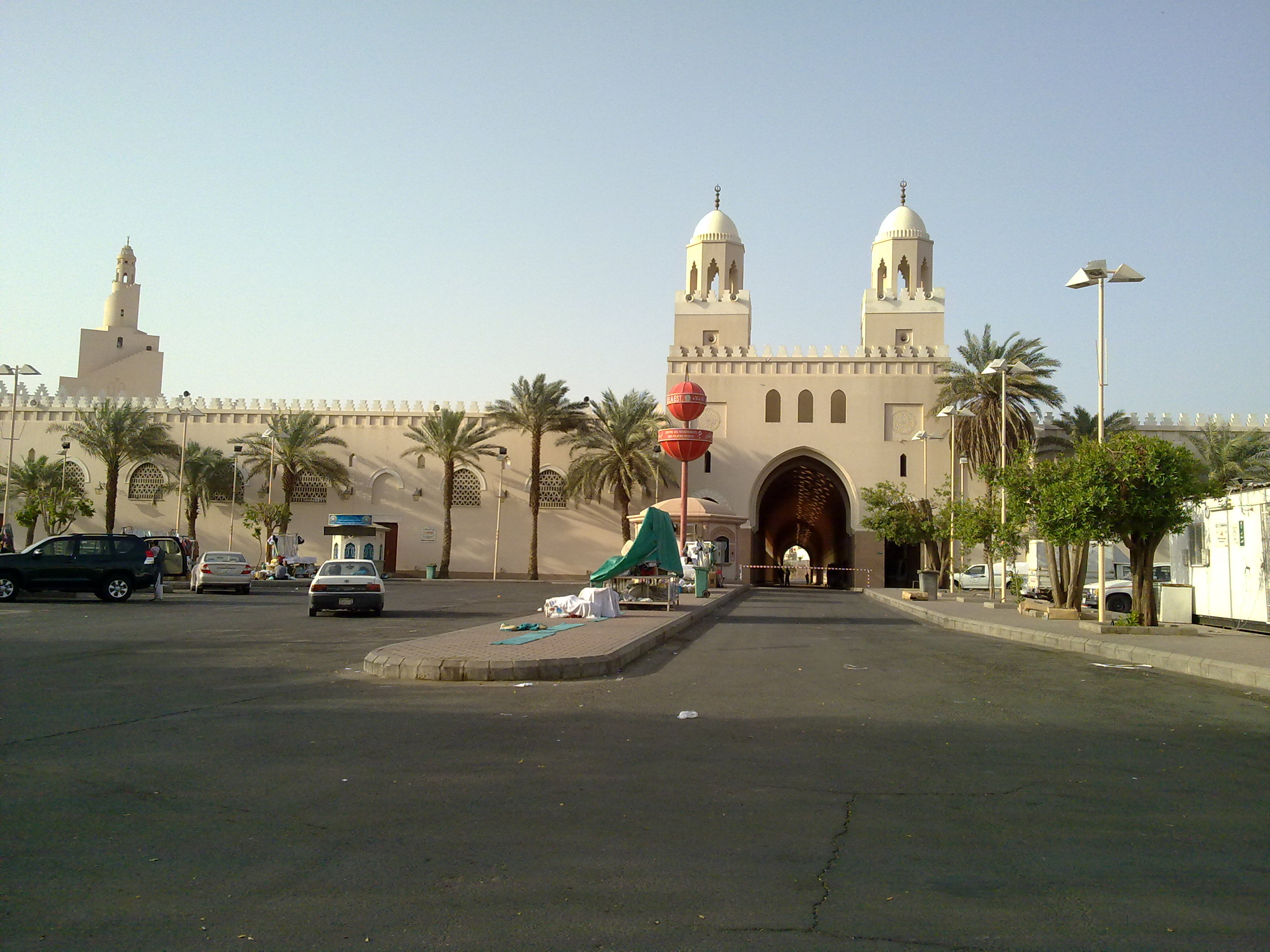
ميقات أهل المدينة المنورة، يسمى أبيار علي أو آبار علي أو ذو الحليفة

تنقسم مواقيت الحج إلى مواقيت زمانية ومواقيت مكانية، المواقيت الزمانية هي الشهور المحددة لتكون زمنا للحج، وهذه الشهور هي شوال، ذو القعدة وذو الحجة، وتحديدا من أول شهر شوال إلى يوم العاشر من ذي الحجة. أما المواقيت المكانية فهي الأماكن التي حددها النبي محمد لمن أراد أن يحرم لأداء مناسك الحج والعمرة، وهي كالتالي:
- ذو الحليفة: تسمى الآن آبار علي وهي أبعد المواقيت عن مكة، وهي الميقات المخصص لأهل المدينة المنورة[43] وكل من أتى عليها من غير أهلها، وتبعد عنها حوالي 18 كم.
- الجحفة: وهي ميقات أهل الشام ومصر وكل دول المغرب العربي ومن كان وراء ذلك،[43] وقد اندثرت هذه القرية حاليا، ولما كانت محاذية لمدينة رابغ وقريبة منها حلت مدينة رابغ محلها فأصبحت هي الميقات البديل.
- قرن المنازل: يسمى أيضا ميقات السيل الكبير، وهو الميقات المخصص لأهل نجد، ودول الخليج العربي وما وراءهم،[43] ويبعد عن مكة حوالي 74 كم تقريبا.

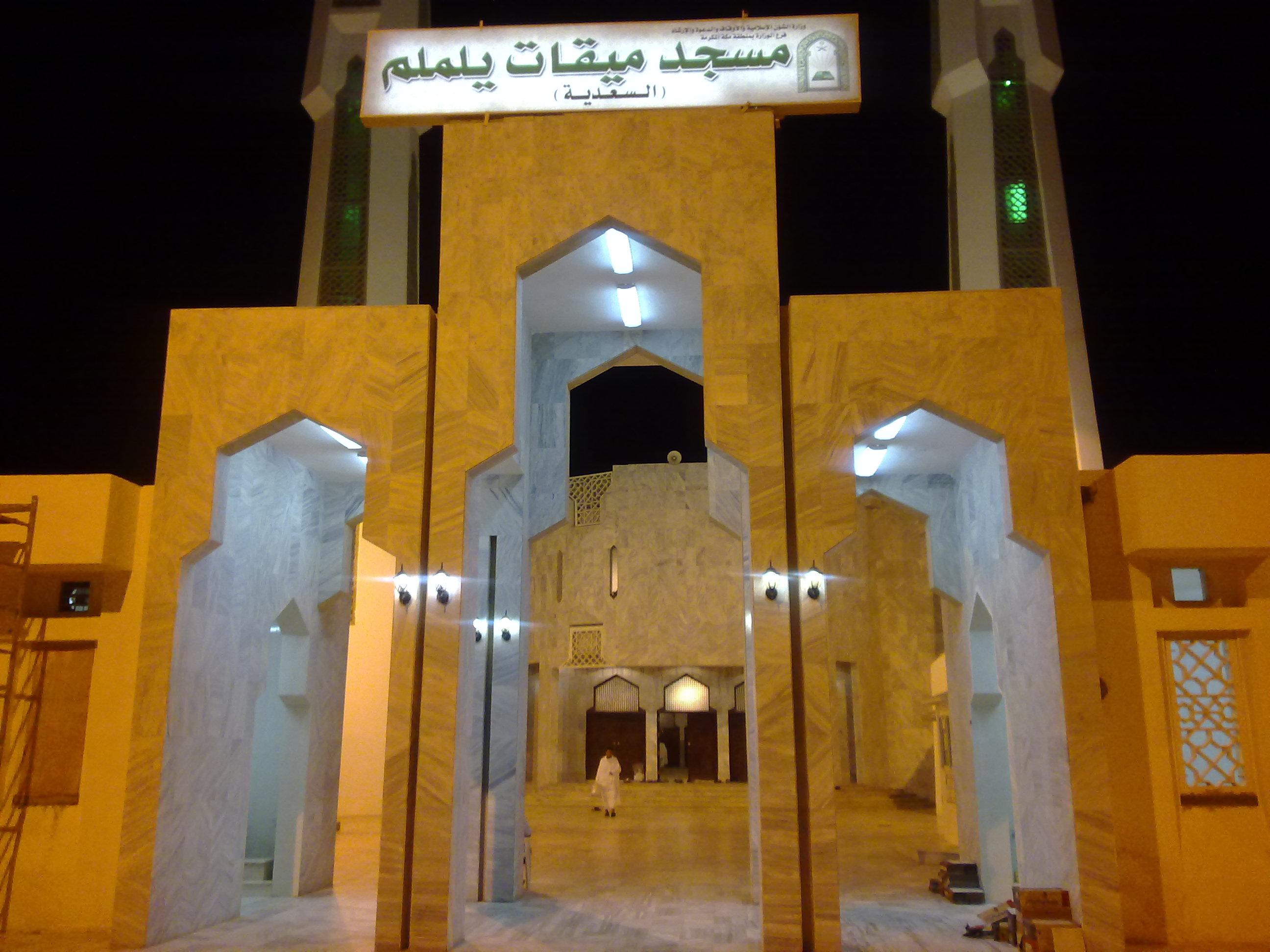
مسجد ميقات يلملم (السعدية)

- يلملم: وهو ميقات أهل اليمن، وكل من يمر من ذلك الطريق، وسمي الميقات بهذا الاسم نسبة لجبل يلملم في تهامة.[44]
- ذات عرق: هو ميقات أهل العراق وما ورائها،[44] وهذا الميقات لم يذكر في حديث النبي محمد عن المواقيت، ولكن تم تحديده من خلال الخليفة عمر بن الخطاب.[44]
- ميقات أهل مكة: أهل مكة يحرمون من بيوتهم أو المسجد الحرام إن شاءوا،[45] إلا للعمرة فإن عليهم أن يخرجوا إلى حدود الحرم للإحرام إما من التنعيم أو عرفة.[46]

المدخل الرئيسي لميقات وادي محرم

- وادي محرم: هو الميقات الذي يحرم منه الحجاج والمعتمرون المارون من الشرق بالهدا، الطائف.[47] (وهم في الغالب من أهل نجد [48] ممن يرغب النزول عن طريق جبل كرا)[49]، ويسيل من الجبال الواقعة بين جبال غفار غرباً وجبل الغمير شرقاً، ويقع جنوب وادي قرن في لحف جبل كرا.[50][51]
- التنعيم: هو أحد مساجد مكة، يعتبر مسجد التنعيم أحد مواقيت الإحرام لأهل مكة المكرمة
- الجعرانة: أحد مساجد مكة المكرمة، والجعرانة فيها مسجد يعتمر منه أهل مكة، وهي حد الحرم المكي من الجهة الشمالية الشرقية لمكة المكرمة.

### الإحرام

مراحل رحلة الحج.

الإحرام هو الركن الأول من أركان الحج، وهو نية الدخول في النسك مقرونا بعمل من أعمال الحج كالتلبية، وهو واجب من واجبات الإحرام بمعنى أن على من تركه فدية، إما أن يذبح شاة، أو يصوم ثلاثة أيام، أو يطعم ستة مساكين. إذا وصل المسلم إلى الميقات وأراد أن يحرم فيستحب له أن يقص أظفاره ويزيل شعر العانة، وأن يغتسل ويتوضأ. ثم يلبس بعد ذلك ملابس الإحرام، بالنسبة للرجل فيلبس إزار ورداء أبيضين طاهرين، أما المرأة فتلبس ما تشاء من اللباس الساتر دون أن تتقيد بلون محدد، لكن تجتنب في إحرامها لبس النقاب والقفازين فتستر وجهها عن الرجال الأجانب بغير النقاب وتَسْدُلُ الثَّوبَ على وَجْهِها إن شاءَت. بعد ذلك يصلى الحاج ركعتي الإحرام، ثم ينوي بعد ذلك الحج بقلبه أو بلسانه، فأما الحاج المتمتع فيقول: «لبيك بعمرة» لإنه سيقوم بأداء مناسك العمرة أولا قبل الحج، أما الحاج المقرن فيقول: «لبيك بحج وعمرة»، أما الحاج المفرد فيقول: «لبيك بحج».

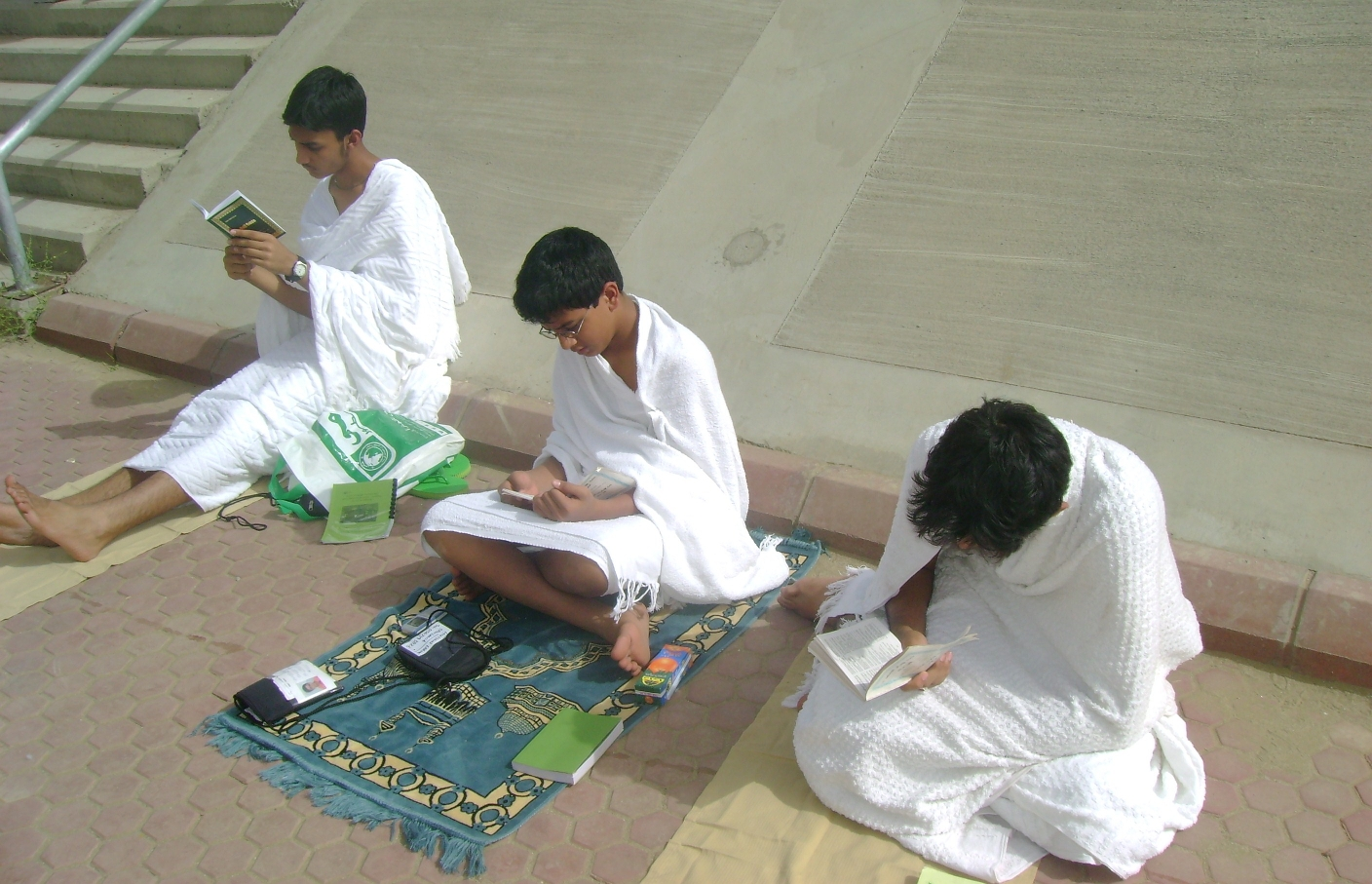
ملابس الإحرام.

محظورات الإحرام يقصد بها الأمور التي يمنع المحرم من فعلها بسبب إحرامه، وتنقسم المحظورات إلى محظورات مشتركة بين الرجال والنساء، ومحظورات خاصة بالنساء وأخرى بالرجال، أما المحظورات المشتركة فهي إزالة الشعر، تقليم الأظافر، الجماع أو مباشرة النساء لشهوة، التطيب أي وضع العطر في البدن أو في ثياب الإحرام، قتل الصيد البري كالأرانب والغزلان وخلافه، وعقد الزواج. أما المحظورات الخاصة بالرجال فهي لبس الملابس المخيطة، وهو أن يلبس الثياب ونحوها مما هو مفصل على هيئة البدن كالقميص أو البنطال، كما يحرم عليه إنزال المني باستمناء أو جماع، وتغطية الرأس بملاصق، كالطاقية وما شابهها. أما المحظورات الخاصة بالنساء فهي لبس القفازين أو النقاب ويباح لها أن تَسْدُلُ الثَّوبَ على وَجْهِها إن شاءَت. فإن فعل المحرم المحظور جاهلا أو ناسيا أو مكرها فلا إثم عليه ولا فدية، وإن فعل المحرم المحظور لحاجة إليه فلا إثم عليه ولكن عليه فدية.
إذا انتهى الحاج من إحرامه خرج من الميقات، فإذا وصل مكة فدخلها يستحب له أن يقول: «اللهم هذا حرمك وأمنك فحرم لحمي ودمي على النار وأمنى من عذابك يوم تبعث عبادك واجعلني من أوليائك وأهل طاعتك يا رب العالمين»، وعندما يدخل المسجد الحرام يقول: «لا إله إلا الله والله أكبر اللهم أنت السلام ومنك السلام تباركت يا ذا الجلال والإكرام، اللهم زد هذا البيت تشريفا وتعظيما وتكريما ومهابة ورفعة وبرا، وزد من زاره شرفا وتعظيما وتكريما ومهابة ورفعة وبرا»، بالنسبة للحاج المتمتع فيقوم بأداء مناسك العمرة أولا من طواف وسعي ثم يتحلل من إحرامه، ويظل كذلك إلى يوم الثامن من ذي الحجة فيحرم بالحج ثم يتوجه إلى منى لقضاء يوم التروية. أما الحاج المقرن والمفرد فيطوف طواف القدوم ويبقى محرما إلى يوم الثامن فيتوجه إلى منى لقضاء يوم التروية.

### يوم التروية

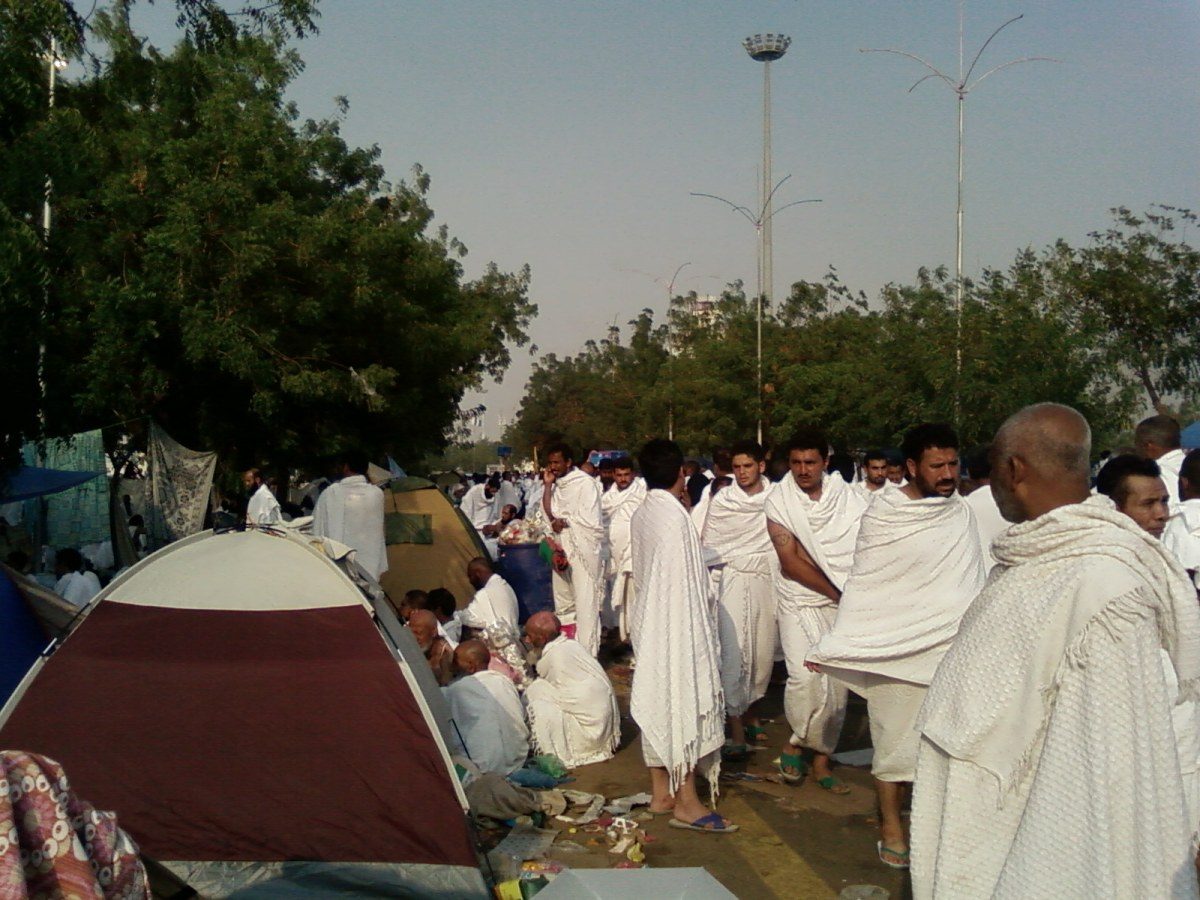
الحجاج في يوم التروية.

يوم التروية هو اليوم الثامن من شهر ذي الحجة، وسمي بهذا الاسم لأن الناس كانوا يتروون من الماء فيه يعدونه ليوم عرفة، وقيل: سمي بذلك لأن إبراهيم عليه السلام رأى تلك الليلة في المنام ذبح ابنه فأصبح يروي في نفسه أهو حلم؟ أم من الله؟ فسمي يوم التروية، بالنسبة للحاج المقرن والمفرد فهما يبقيان على إحرامهما من الميقات، أما الحاج المتمتع فيحرم بالحج، والمستحب أن يحرم به صباحا قبل الزوال، يتوجه الحاج بعد ذلك إلى مشعر منى لقضاء هذا اليوم والمبيت بها بعد التنسيق مع مطوفي الحجاج، والمبيت في منى سنة وليس واجب؛ بمعنى أن الحاج لو تقدم إلى عرفة ولم يبت في منى في ليلة التاسع فلا حرج عليه، ومنى منطقة صحراوية تبعد حوالي 7 كم شمال شرق مكة على الطريق الرابط بين مكة ومزدلفة، ويستحب للحاج الإكثار من الدعاء والتلبية أثناء فترة إقامته في منى، كما يقوم الحاج بأداء صلاة الظهر وصلاة العصر وصلاة المغرب وصلاة العشاء قصرا دون جمع؛ بمعنى أن كل صلاة تصلى منفردة، ثم يقضي ليلته هناك، ويصلي الحاج بعد ذلك صلاة الفجر ويخرج من منى متجها إلى عرفة لقضاء يوم الحج الأكبر.

### يوم عرفة

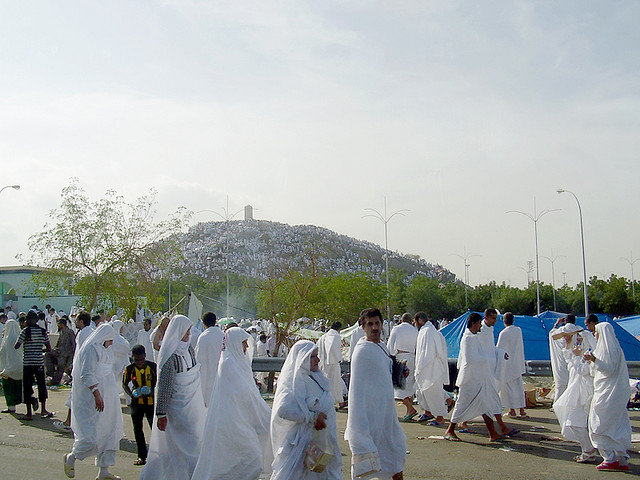
الحجاج على صعيد جبل عرفة في اليوم حامل ذات الاسم.

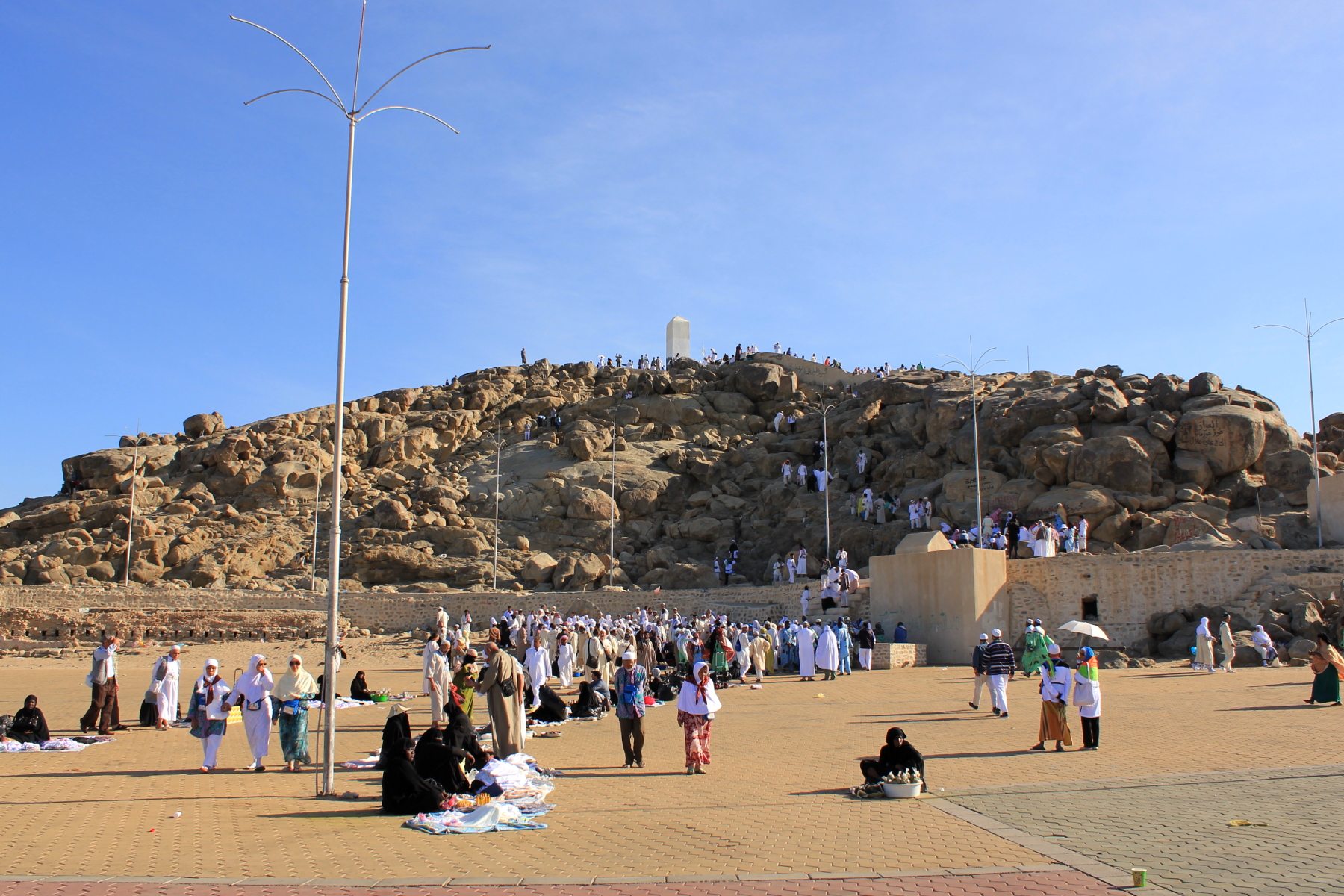
جبل عرفة.

يوم عرفة هو اليوم التاسع من شهر ذي الحجة، وهو أهم أركان الحج، وقد تعددت الروايات التي تتحدث عن سبب تسمية عرفة بهذا الاسم، لكن الروايتين الأكثر تأكيداً هما؛ أن أبو البشر آدم التقى مع حواء وتعارفا بعد خروجهما من الجنة في هذا المكان ولهذا سمي بعرفة، والثانية أن جبريل طاف بالنبي إبراهيم فكان يريه مشاهد ومناسك الحج فيقول له: «أعرفت أعرفت؟» فيقول إبراهيم: «عرفت عرفت» ولهذا سميت عرفة. تقع عرفة شرق مكة على الطريق الرابط بينها والطائف بنحو 22 كم، تبلغ مساحتها حوالي 10,4 كم²، تبعد عن منى حوالي 10 كم، وعن مزدلفة حوالي 6 كم. وعرفة عبارة عن سهل واسع مستو على شكل قوس كبير، تحيط الجبال بأطراف هذا القوس، ووتر هذا القوس هو وادي عرنة. يحدها من الشمال الشرقي جبل سعد، ومن الشرق جبل أمغر، ومن الجنوب سلسلة جبيلة سوداء اللون، أما في الغرب والشمال الغربي فيوجد وادي عرنة والطريق الرابط بين مكة والطائف.
مع شروق شمس يوم التاسع من ذي الحجة يخرج الحاج من منى متوجهاً إلى عرفة للوقوف بها، والوقوف بعرفة يتحقق بوجود الحاج في أي جزء من أجزاء عرفة، سواء كان واقفا أو راكبا أو مضطجعا، لكن إذا لم يقف الحاج داخل حدود عرفة المحددة في هذا اليوم فقد بطل حجه، يعد الوقوف بعرفة أهم ركن من أركان الحج وذلك لقول النبي محمد: « الحج عرفة فمن جاء قبل صلاة الفجر من ليلة جمع فقد تم حجه». وقد وردت بعض الأحاديث النبوية التي تتحدث عن فضل هذا اليوم منها: ما رواه أبو هريرة عن النبي محمد أنه قال: « إن الله يباهي بأهل عرفات أهل السماء، فيقول لهم: انظروا إلى عبادي جاءوني شعثا غبرا»، وما روته عائشة عن النبي محمد أنه قال: « ما من يوم أكثر من أن يعتق الله فيه عبيدا من النار من يوم عرفة، وإنه ليدنو يتجلى، ثم يباهي بهم الملائكة فيقول: ما أراد هؤلاء؟ اشهدوا ملائكتي أني قد غفرت لهم»

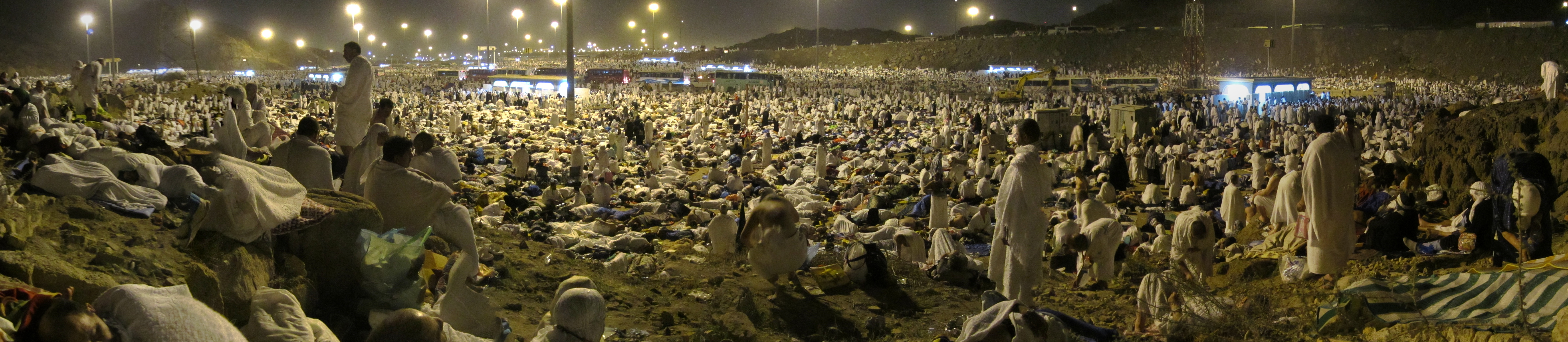
منظر عام لمزدلفة

وقت الوقوف بعرفة هو من زوال شمس يوم عرفة إلى طلوع فجر اليوم التالي وهو أول أيام عيد الأضحى ويصلي الحاج صلاتي الظهر والعصر جمع تقديم بأذان واحد وإقامتين، ويستحب للحاج في يوم عرفة أن يكثر من الدعاء والتلبية وذلك لقول النبي محمد: «خير الدعاء دعاء يوم عرفة وخير ما قلت أنا والنبيون من قبلي لا إله إلا الله وحده لا شريك له له الملك وله الحمد وهو على كل شيء قدير»، يبقى الحجاج في عرفة حتى غروب الشمس، فإذا غربت الشمس ينفر الحجاج من عرفة إلى مزدلفة للمبيت بها، ويصلي بها الحاج صلاتي المغرب والعشاء جمع تأخير؛ بمعنى أن يؤخر صلاة المغرب حتى دخول وقت العشاء، ويستحب للحاج الإكثار من الدعاء والأذكار، ويتزود الحاج بالحصى وعددها 70 حصاة (فوق حجم الحمص وأقل من البندق) وذلك لرمي الجمرات كلها، ثم يقضي ليلته في مزدلفة حتى يصلي الفجر، بعد ذلك يتوجه الحاج إلى منى لرمي جمرة العقبة الكبرى.

### عيد الأضحى

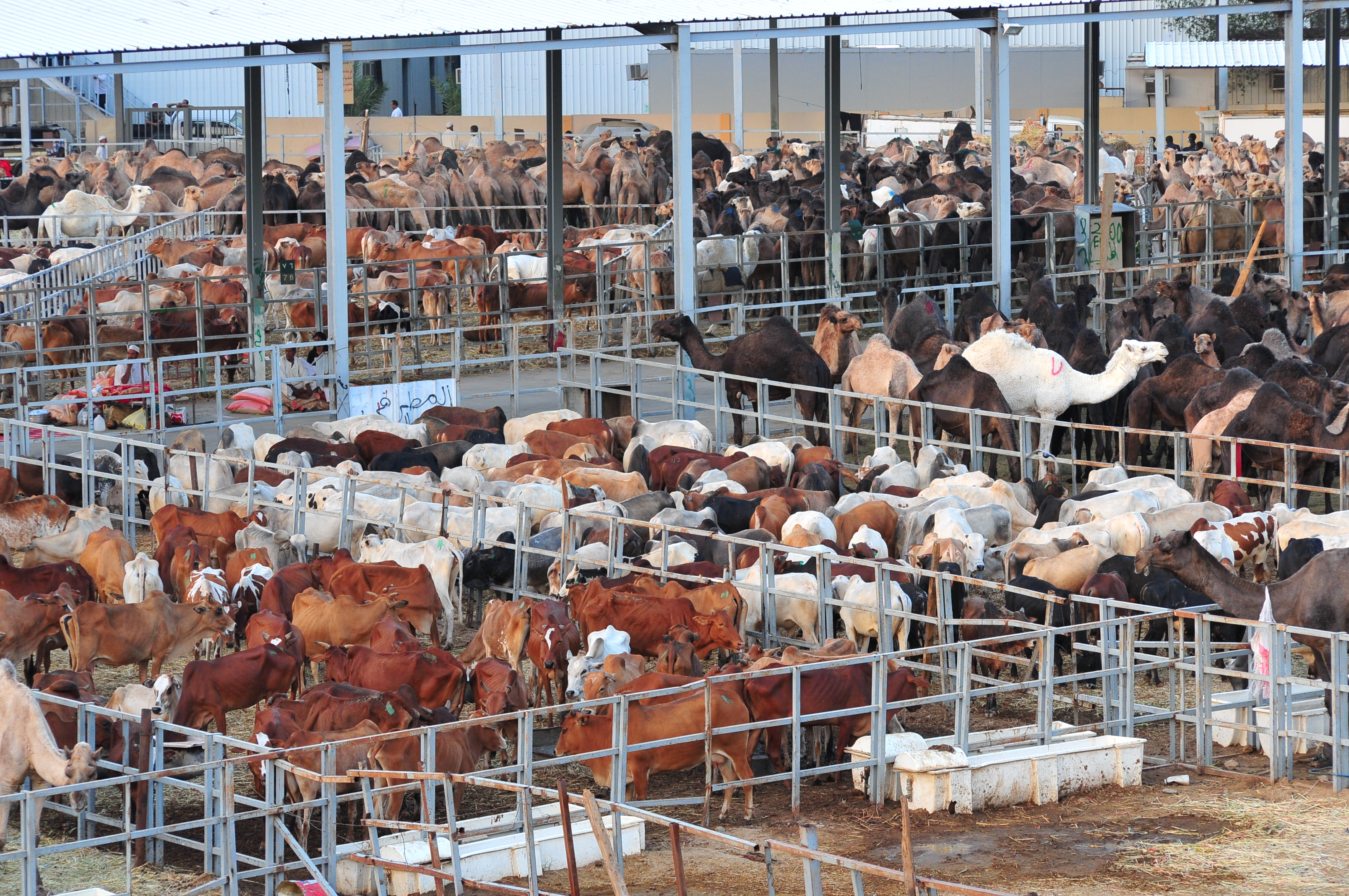
إعداد الأضحية.

اليوم العاشر من ذي الحجة هو يوم عيد الأضحى، بعد صلاة الفجر يخرج الحاج من مزدلفة متوجها إلى مشعر منى وذلك لرمي جمرة العقبة الكبرى، وقت الرمي المحدد هو من فجر يوم عيد الأضحى إلى فجر اليوم التالي، ولكن السنة أن يكون الرمي ما بين طلوع الشمس إلى الزوال، ويجوز الرمي بعد الغروب إلى الفجر لكن لعذر، عند وصول الحاج يقطع التلبية ويستحب له أن يجعل منى عن يمينه، والكعبة عن يساره، وجمرة العقبة أمامه، أما الرمي من فوق الجسر فمن أي جهة كانت، رمي الجمرة يتم بحيث تضرب الحصية في شاخص الجمرة أو تقع في الدائرة المحيطة به، ثم يقوم الحاج برمي الشاخص بسبع حصيات متعاقبات، يرفع يده مع كل حصاة، ويكبر قائلا «بسم الله، والله أكبر، رغما للشيطان وحزبه وإرضاء للرحمن».

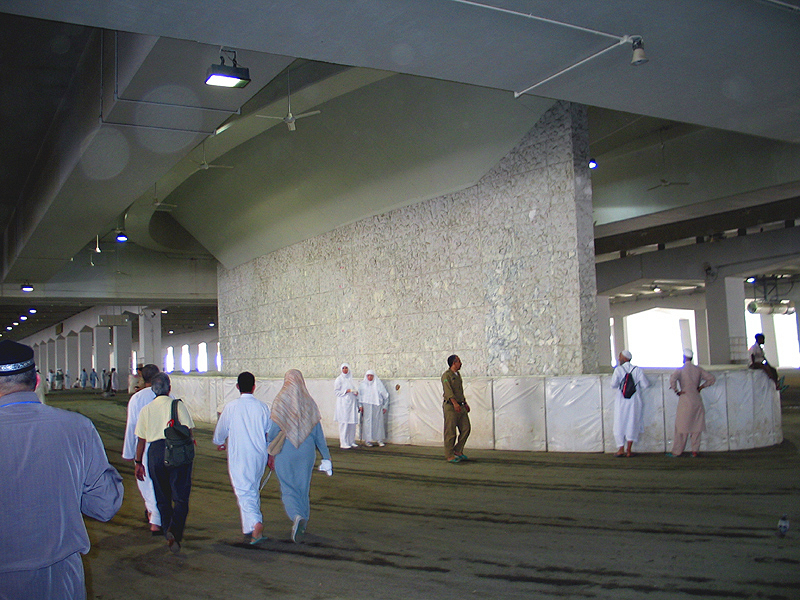
شاخص جمرة العقبة الكبرى.

إذا فرغ الحاج من رمي جمرة العقبة قام بذبح الهدي، وهي الإبل أوالبقر أو الغنم، والنحر واجب على الحاج المتمتع والقارن فقط، ويستحب أن يقول عند ذبحه أو نحره «بسم الله والله أكبر اللهم منك ولك، اللهم تقبل مني»، ويسن ذبح الشاة على جنبها الأيسر وفي اتجاه القبلة، ويستحب للحاج أن يأكل منها ويتصدق منها أيضا، ويمتد وقت الذبح إلى غروب شمس اليوم الثالث من أيام التشريق، ويجوز للحاج أن يذبح في منى أو في مكة، وذلك لقول النبي محمد: « كل عرفة موقف وكل منى منحر وكل المزدلفة موقف وكل فجاج مكة طريق ومنحر». ثم إذا فرغ الحاج من ذبح الهدي لمن كان له هدي، حلق رأسه أو قصره، والحلق هو الأفضل للرجال ذلك لأن النبي محمد دعا بالرحمة والمغفرة للمحلقين ثلاث مرات وللمقصرين مرة واحدة، أما المرأة فليس عليها إلا التقصير بأن تأخذ من كل قرن قدر الأنملة أو أقل. بعد رمي جمرة العقبة والحلق أو التقصير يباح للمحرم كل شيء حرم عليه بالإحرام إلا النساء ويسمى هذا التحلل الأول، فإذا تحلل الحاج التحلل الأول استحب له أن يتطيب ويستحب له أن يتنظف ويلبس أحسن ثيابه.
يتوجه الحاج بعد الأعمال السابقة إلى مكة ليطوف حول الكعبة، ويسمى هذا الطواف طواف الإفاضة، وهو ركن من أركان الحج، وقد ذكر في القرآن في الآية: ﴿ثُمَّ لْيَقْضُوا تَفَثَهُمْ وَلْيُوفُوا نُذُورَهُمْ وَلْيَطَّوَّفُوا بِالْبَيْتِ الْعَتِيقِ ۝٢٩﴾ [الحج:29]، ثم يصلي ركعتين خلف مقام إبراهيم ويستحب أن يشرب من ماء زمزم. بعد الطواف وصلاة الركعتين يسعى الحاج بين الصفا والمروة في حالة إذا كان الحاج متمتعا، وذلك لأن سعيه الأول كان للعمرة أما هذا السعي فللحج، أما الحاج القارن والمفرد فليس عليه إلا سعي واحد، فإن كان قد سعاه بعد طواف القدوم كفاه ذلك عن السعي بعد طواف الإفاضة، وإلا سعى بعد طواف الإفاضة،
وبهذا يتحلل الحاج التحلل الثاني، ويحل له كل شيء حرم عليه بالإحرام حتى النساء، ثم يرجع الحاج بعد ذلك إلى منى ليبيت بها أيام التشريق.

### أيام التشريق

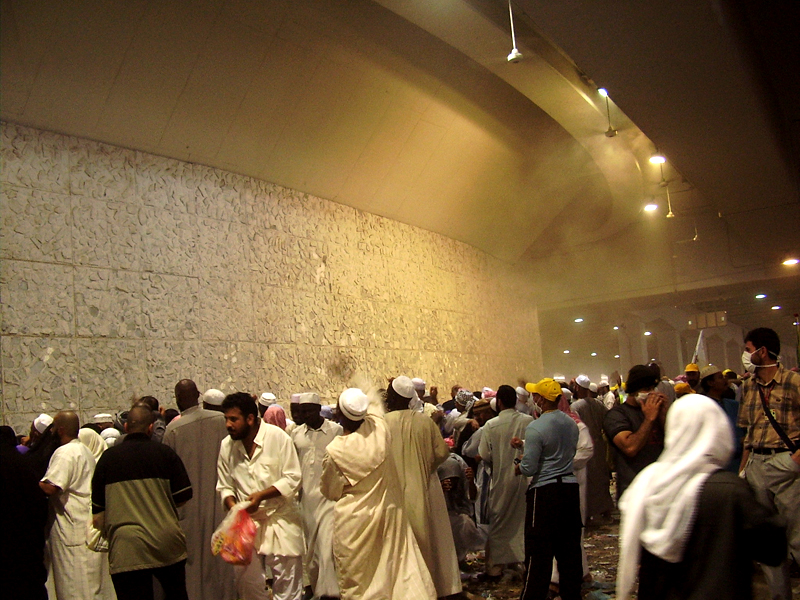
رمي الجمرات.

أيام التشريق هي الأيام الثلاثة التي تتبع يوم النحر، وهي أيام الحادي عشر، والثاني عشر، والثالث عشر من شهر ذي الحجة، وسميت بأيام التشريق لأن الناس كانوا يشرقون فيها لحوم الأضاحي ويبرزونها للشمس، وقيل لأن صلاة عيد الأضحى تقام بعد شروق الشمس وأن هذه الأيام تتبع يوم العيد فسميت أيام التشريق، وفي هذه الأيام يقوم الحجاج برمي الجمرات الثلاث الصغرى ثم الوسطى ثم الكبرى على الترتيب. اليوم الحادي عشر وهو أول أيام التشريق، فيه يقوم الحاج برمي الجمرات الثلاث متعاقبة، بدء من وقت الزوال وحتى غروب الشمس، وفي كل مرة يرمي الحاج سبع حصيات ويكبر مع كل حصاة، ثم يقف للدعاء، عدا جمرة العقبة الكبرى فينصرف بعد الرمي مباشرة، ويقضي الحاج ليلته في منى، وكذلك الحال في ثاني وثالث أيام التشريق. بعد انتهاء الرمي ثاني أيام التشريق يجوز للحجاج المتعجلين الخروج من منى قبل غروب الشمس والتوجه إلى مكة، ويسمى ذلك بالنفر الأول، أما من تأخر في الخروج من منى؛ فعليه ان يقضي ليلته، ويرمي الجمرات في ثالث أيام التشريق ويخرج بعد ذلك، ويسمى ذلك النفر الثاني.

### طواف الوداع

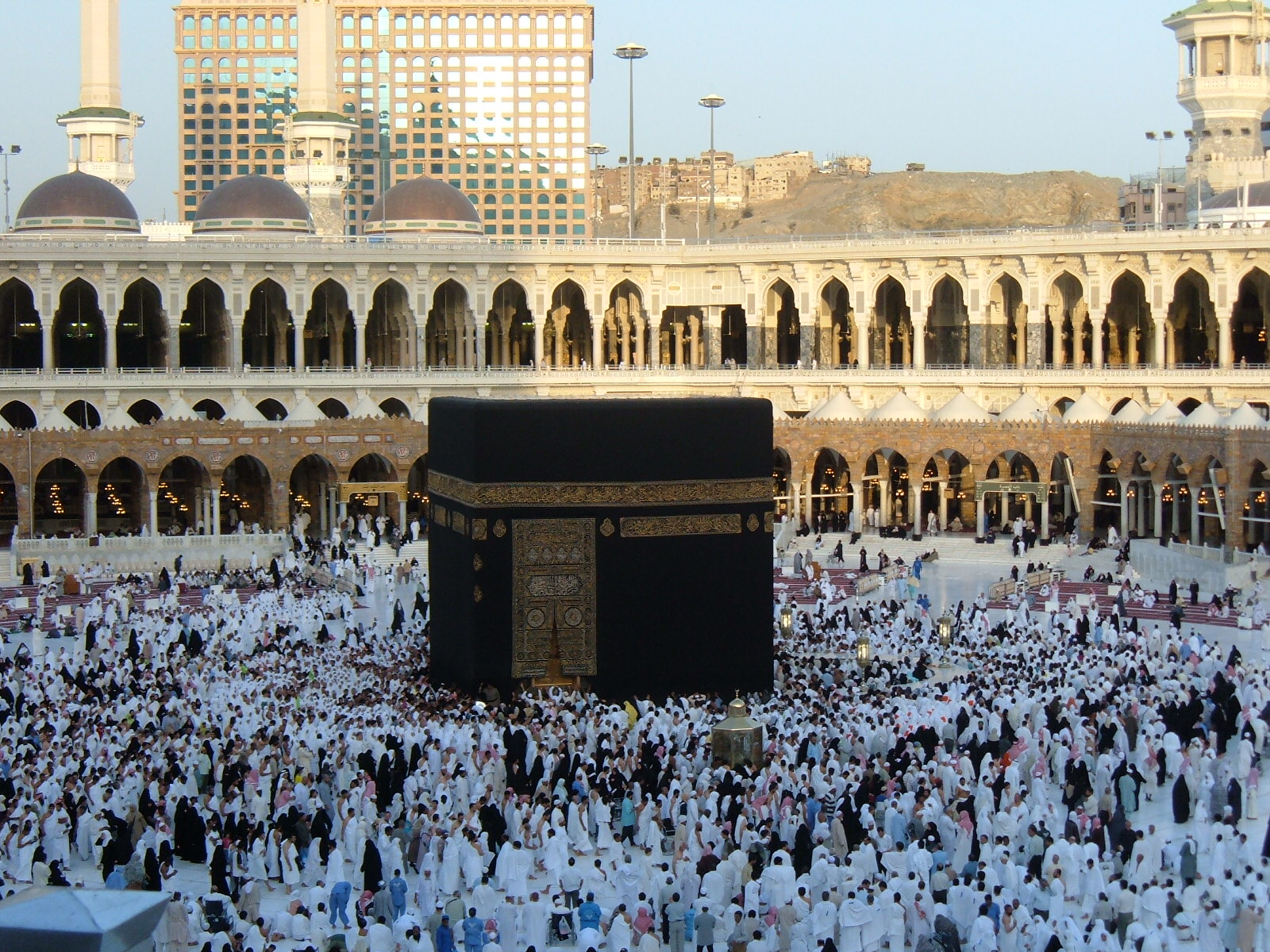
الطواف حول الكعبة.

بعد أن ينتهي الحجاج من رمي الجمرات ومغادرة مشعر منى، وأرادوا الخروج من مكة والعودة إلى بلدانهم بعد الانتهاء من المناسك وجب عليهم أن يطوفوا طواف الوداع، بأن يطوفوا حول الكعبة سبعة أشواط، ويصلوا خلف مقام إبراهيم ركعتين ختاما للمناسك وليكون آخر عهدهم المسجد الحرام قبل مغادرتهم لمكة المكرمة، وذلك لما ثبت في صحيح مسلم عن عبد الله بن عباس أنه قال: «كان الناس ينصرفون من كل وجه»، فقال النبي محمد: « لا ينفرن أحد حتى يكون آخر عهده بالبيت»، بمعنى أنه طواف الوداع واجب على كل الحجاج، وذكر في صحيح البخاري عن عبد الله بن عباس أنه قال: «أمر الناس أن يكون آخر عهدهم بالبيت، إلا أنه خفف عن المرأة الحائض»، بمعنى أن الحائض والنفساء ليست مطالبة بأداء الطواف ولا حتى فدية، وبعد الانتهاء من الطواف يخرج الحجاج من مكة عائدين إلى بلدانهم.

### مناسك الحج في المنظور الشيعي

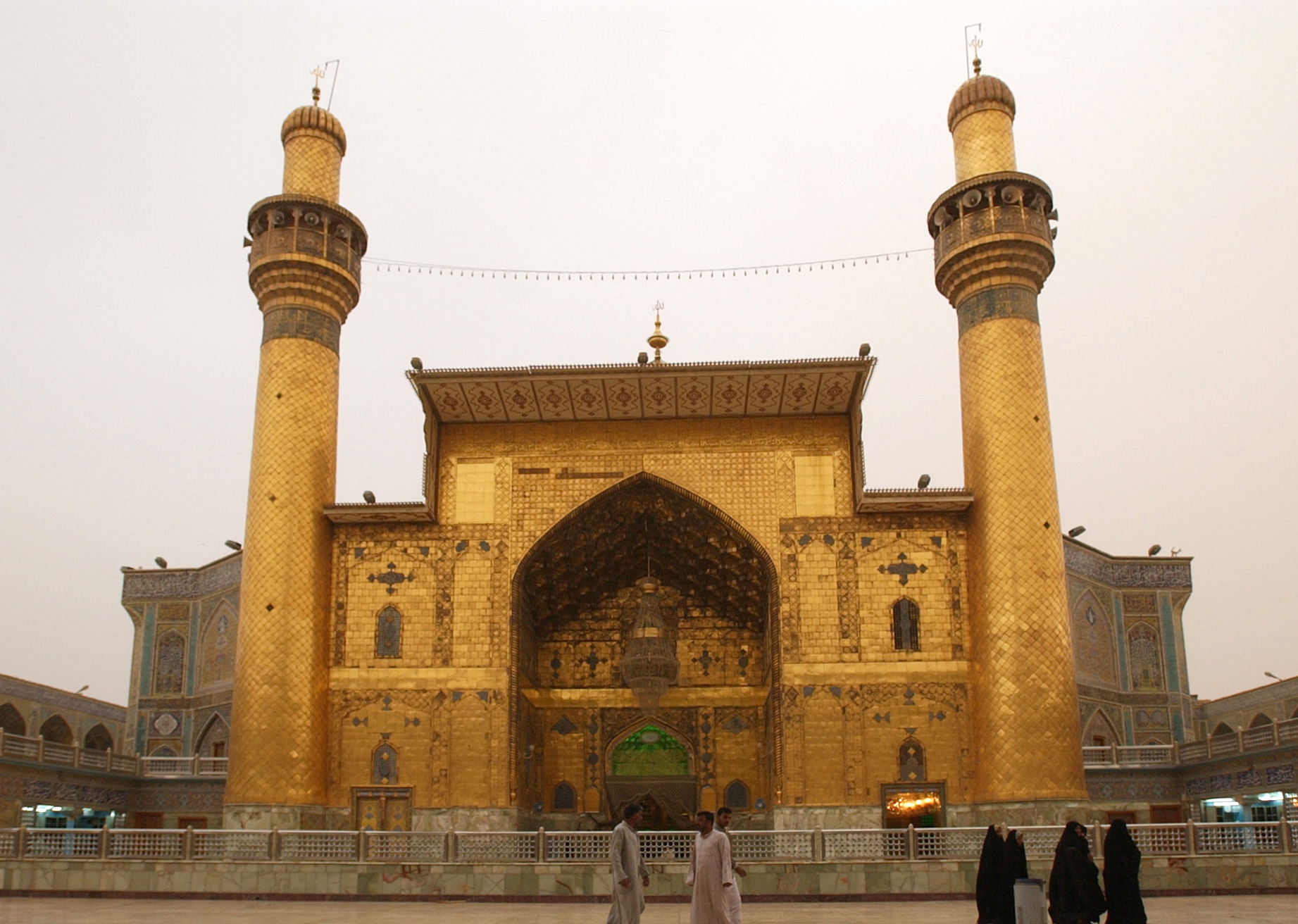
مسجد الإمام علي بالنجف حيث دفن علي بن أبي طالب حسب الرواية الأكثر شيوعا. يعتبر هذا المسجد من أهم المزارات عند الشيعة.

والحج عند الشيعة ثلاثة أقسام أيضا لا يصح الحج إلا على أحدها: تمتع، وقران، وافراد. وقد ورد عن محمد بن الحسن بإسناده عن سعد بن عبد الله، عن العباس والحسن، عن علي، عن فضالة، عن معاوية، عن محمد بن الحسين، عن صفوان، عن معاوية، عن أبا عبد الله أنه قال في القارن: «لا يكون قران إلا بسياق الهدي، وعليه طواف بالبيت، وركعتان عند مقام إبراهيم، وسعي بين الصفا والمروة، وطواف بعد الحج، وهو طواف النساء، وأما المتمتع بالعمرة إلى الحج فعليه ثلاثة أطواف بالبيت، وسعيان بين الصفا والمروة». كذلك يؤمن الشيعة أن التمتع فرض على كل من كان منزله يبعد مسافة ثمانية وثمانين كيلومترا عن مكة المكرمة وعلى من يحج حجة المتمتع إذا قدم مكة طواف بالبيت، وركعتان عند مقام إبراهيم، وسعي بين الصفا والمروة، ثم يقصر وقد أحل هذا للعمرة وعليه للحج طوافان طواف الحج وطواف النساء، وسعي بين الصفا والمروة، ويصلي عند كل طواف بالبيت ركعتين عند مقام إبراهيم ووقوف في عرفات ومبيت ليلة في مزدلفة ومبيت ليلتين في منى ورمي الجمرات وحلق ونحر ثم يفيض مع الحجاج ظهر يوم الثاني عشر من ذي الحجة بعد صلاة الظهر في منى. وأما المفرد للحج فعليه طواف بالبيت وركعتان عند مقام إبراهيم، وسعي بين الصفا والمروة، وطواف الزيارة، وهو طواف النساء وليس عليه هدي ولا أضحية. أما بالنسبة لمواقيت الحج فهي نفسها عند أهل السنة والجماعة.
يعتبر الشيعة زيارة المدينة المنورة من المستحبات المؤكدة لديهم. وهناك يجب زيارة النبي محمد بن عبد الله وزيارة فاطمة الزهراء التي لا يعرف الشيعة قبرها بالتحديد ولكن يزورونها عن بعد من أماكن مختلفة. وكذلك زيارة مقبرة البقيع المدفون فيها أربعة من أئمة الشيعة بالإضافة إلى الكثير من الشخصيات التي يعظمها الشيعة من الصحابة وغيرهم. إلى جانب طقس الجد إلى الكعبة في مكة، يقوم المسلمون الشيعة بشد الرحال إلى مراقد وقبور الأئمة، وزيارة قبر علي بن أبي طالب، ابن عم نبي الإسلام محمد بن عبد الله، وولده الحسين بن علي، والوقوف عند هذه المراقد والدعاء. ومما ورد عن استحباب زيارة قبر النبي والأئمة: «عن أبي عبد الله  قال: قال رسول الله : "من أتى مكة حاجًا ولم يزرني إلى المدينة جفوته يوم القيامة، ومن أتاني زائرًا وجبت له شفاعتي، ومن وجبت له شفاعتي وجبت له الجنة، ومن مات في أحد الحرمين مكة والمدينة لم يعرض ولم يحاسب، ومن مات مهاجرًا إلى الله  حشر يوم القيامة مع أصحاب بدر». ويذهب الشيعة إلى جواز طواف الحاج بببت الله الحرام نيابة عن الأئمة فعن محمد بن يعقوب، عن أبي علي الاشعري، عن الحسن بن علي الكوفي، عن علي بن مهزيار، عن موسى بن القاسم قال: 
| الحج في الإسلام | قلت لأبي جعفر الثاني: قد أردت أن أطوف عنك وعن أبيك، فقيل لي: إن الاوصياء لا يطاف عنهم، فقال: بلى، طف ما أمكنك، فإن ذلك جائز، ثم قلت له بعد ذلك بثلاث سنين: إني كنت استأذنتك في الطواف عنك وعن أبيك، فأذنت لي في ذلك، فطفت عنكما ما شاء الله، ثم وقع في قلبي شيء فعملت به، قال: وماهو؟ قلت: طفت يوما عن رسول الله، فقال ثلاث مرات: صلى الله على رسول الله، ثم اليوم الثاني عن أمير المؤمنين، ثم طفت اليوم الثالث عن الحسن، والرابع عن الحسين، والخامس عن علي بن الحسين، واليوم السادس عن أبي جعفر محمد بن علي، واليوم السابع عن جعفر بن محمد، واليوم الثامن عن أبيك موسى، واليوم التاسع عن أبيك علي، واليوم العاشر عنك يا سيدي، وهؤلاء الذين أدين الله بولايتهم، فقال: إذا والله تدين الله بالدين الذي لا يقبل من العباد غيره، فقلت: وربما طفت عن أمك فاطمة، وربما لم أطف، فقال: استكثر من هذا فإنه أفضل ما أنت عامله، إن شاء الله. | الحج في الإسلام |

## إدارة الحج
تقوم المملكة العربية السعودية عبر وزارة الحج والعمرة بالتنسيق والأشراف على تنظيم قدوم الحجاج عبر البعثات الرسمية للدول والشركات والوكالات السياحية ومنح التأشيرات للمسلمين القادمين لأداء فريضة الحج أو العمرة في مكة والمدينة بالإضافة إلى الحجاج من داخل المملكة السعودية، وتعنى بتأمين وتسهيل انتقال الحجيج والمعتمرين بالإضافة إلى الخدمات الميدانية.

### إحصائيات وأرقام
فيما يلي الإحصائيات الخاصة بأعداد الحجاج القادمين من داخل وخارج المملكة العربية السعودية:
| العام | العام  | عدد الحجاج | عدد الحجاج                                                                             | عدد الحجاج |
| هجري  | ميلادي | الداخل | الخارج                                                                                 | الإجمالي |
| ----- | ------ | --- | -------------------------------------------------------------------------------------- | --- |
| 1422  | 2001   | | 1,363,992                                                                              | |
| 1426  | 2005   | 700,603 | 1,557,447                                                                              | 2,258,050 |
| 1427  | 2006   | 724,229 | 1,654,407                                                                              | 2,378,636 |
| 1428  | 2007   | 746,511 | 1,707,814                                                                              | 2,454,325 |
| 1429  | 2008   | 679,008 | 1,729,841                                                                              | 2,408,849 |
| 1430  | 2009   | 154,000 | 1,613,000                                                                              | 2,521,000 |
| 1431  | 2010   | 989,798 | 1,799,601                                                                              | 2,789,399 |
| 1432  | 2011   | 1,099,522 | 1,828,195                                                                              | 2,927,717 |
| 1433  | 2012   | 1,408,641 | 1,752,932                                                                              | 3,161,573 |
| 1434  | 2013   | 600,718 | 1,379,531                                                                              | 1.980.249 |
| 1435  | 2014   | 696,185 | 1,389,053                                                                              | 2.085.238 |
| 1436  | 2015   | 567,876 | 1,384,941                                                                              | 1,952,817 |
| 1437  | 2016   | 537,537 منهم 330,112 حاجا من سكان مكة المكرمة | 1,325,372                                                                              | 1,862,909 |
| 1438  | 2017   | 600,108 | 1,752,014                                                                              | 2,352,122 |
| 1439  | 2018   | 612,953 | 1,758,722                                                                              | 2,371,675 |
| 1440  | 2019   | 634,379 | 1,855,027                                                                              | 2,489,406 |
| 1441  | 2020   | 3,000 من المواطنين السعوديين اختيروا من العاملين بالقطاع الصحي ورجال الأمن المتعافين من فيروس كورونا المستجد. 7,000 من الأجانب المقيمين بالسعودية. | لم يأت حجاج من خارج السعودية هذا العام في ظل احترازات الوقاية من فيروس كورونا المستجد. | 10,000 حدد عدد الحجاج إلى هذا الحد على أن يكونوا من المقيمين بالسعودية حصرًا في ظل احترازات الوقاية من فيروس كورونا المستجد ومنع عدواه. |
| 1442  | 2021   | 60,000 من المواطنين السعوديين أو المقيمين في السعودية.                                                                                             | لم يأت حجاج من خارج السعودية هذا العام في ظل احترازات الوقاية من فيروس كورونا المستجد. | 60,000 حدد عدد الحجاج إلى هذا الحد على أن يكونوا من المقيمين بالسعودية حصرًا في ظل احترازات الوقاية من فيروس كورونا المستجد ومنع عدواه. |
| 1443  | 2022   | 119,434 | 779,919                                                                                | 899,353 |
| 1444  | 2023   | 184,130 | 1,660,915                                                                              | 1,845,045 |
| 1445  | 2024   | 221,854 | 1,611,310                                                                              | 1,833,164 |
| 1446  | 2025   | 166,654 | 1,506,576                                                                              | 1,673,230 |

### الاتصالات في الحج
الحرم المكي ومنطقة المشاعر المقدسة مغطاة بشبكة اتصالات متطورة، مدعومة بعدد 13,776 برجاً للجوال توفر خدمة الجيل الخامس. وفي موسم حج 1440هـ أطلقت المرحلة الثانية من مبادرة «حج ذكي» التي تقدم عدداً من التطبيقات والمنصات والخدمات الرقمية والتوعوية، ومن ضمنها منصة تدريب تطوعيه لتدريب العاملين في خدمة الحجاج، ومنصة واقع افتراضي لتدريب حجاج الخارج على أداء المناسك، إضافة إلى منصة لتطبيقات الهواتف الذكية تسهل على حجاج بيت الله الاستفادة من عدد من التطبيقات خلال رحلتهم الإيمانية.
وسجلت إحصاءات اليوم العاشر من ذي الحجة 1440هـ نموا ملحوظا، حيث بلغ معدل حجم استهلاك البيانات اليومي 1820 تيرابايت بنسبة زيادة 32% عن العام الماضي، وبما يعادل مشاهدة أكثر من 746 ألف ساعة من المقاطع المرئية بدقة p1080 HD، بمعدل استهلاك الفرد اليومي للبيانات يبلغ 299,12 ميغابايت/مشترك، متجاوزة معدل استهلاك الفرد اليومي العالمي للبيانات البالغ 180 ميغابايت/ مشترك، بنسبة 66%، وكانت أكثر التطبيقات استهلاكاً للبيانات هي: يوتيوب، سناب شات، فيسبوك، واتساب، ثم إنستغرام. وبلغ معدل سرعات تنزيل الإنترنت المتنقل 45.61 ميغابت/ثانية بنسبة زيادة 71.79% مقارنة بالعام الماضي، ومعدل سرعات تحميل الإنترنت المتنقل 15.22 ميغابت/ثانية بنسبة زيادة %54.83 عن العام الماضي، فيما بلغ عدد المكالمات المحلية 22,7 مليون مكالمة، وعدد المكالمات الدولية 7.6 مليون مكالمة بنسبة نجاح تجاوزت 99,06%. وكان المعدل اليومي للمشتركين بشرائح محلية قد ناهز الـ5,2 مليون مشترك، وأما المعدل اليومي للزوار المتجولين بشرائح أجنبية فنحو 1,2 مليون مشترك.

### الصحة في الحج
تعنى وزارة الصحة في المملكة العربية السعودية بتوفير الخدمات الصحية للحجاج والمعتمرين، وهي المسؤولة عن إصدار الاشتراطات والتوصيات الصحية للحج ونشرها عبر سفارات خادم الحرمين الشريفين في الدول، لضمان سلامة الحجاج والمعتمرين وقياس ظروفهم الصحية وتنفيذ الإجراءات الوقائية حيالها، عن طريق تطبيق نظام الإنذار الإلكتروني المبكر للأحداث الصحية والأمراض الوبائية، خصوصا بعد ما أعلنت منظمة الصحة العالمية بأن أمراض الكوليرا والحصبة وشلل الأطفال والأمراض المعدية الأخرى غالبا ما تكون متفشية في العديد من البلدان المشاركة في الحج، وهو ما يدعوا إلى ضرورة الكشف المبكر عن حالات الطوارئ الصحية العامة، وفي العام 2019 أعلنت وزارة الصحة في المملكة العربية السعودية عن خلو الحج من أي حالة صحية مرضية تؤثر على الصحة العامة.
يبلغ عدد المرافق الصحية التي تقوم بخدمة الحجاج 25 مستشفى بإجمالي سعة 5000 سرير، و282 عيادة متنقلة ومركزا للرعاية الأولية وهي تقدم خدماتها على مدار اليوم للحجاج مجانا دون مقابل. إضافة إلى تقنية الروبوت الآلي للاستشارات الطبية وهي تقنية استخدمت للمرة الأولى في موسم حج 1440هـ، وهي تتيح للمستشفيات في المشاعر المقدسة إمكانية الوصول إلى الاستشاريين في التخصصات الدقيقة عن بعد، إضافة إلى ذلك تستخدم المرافق الصحية تقنية البصمة في التعرف على الحاج وهويته وملفه الصحي.

### أحداث وحوادث

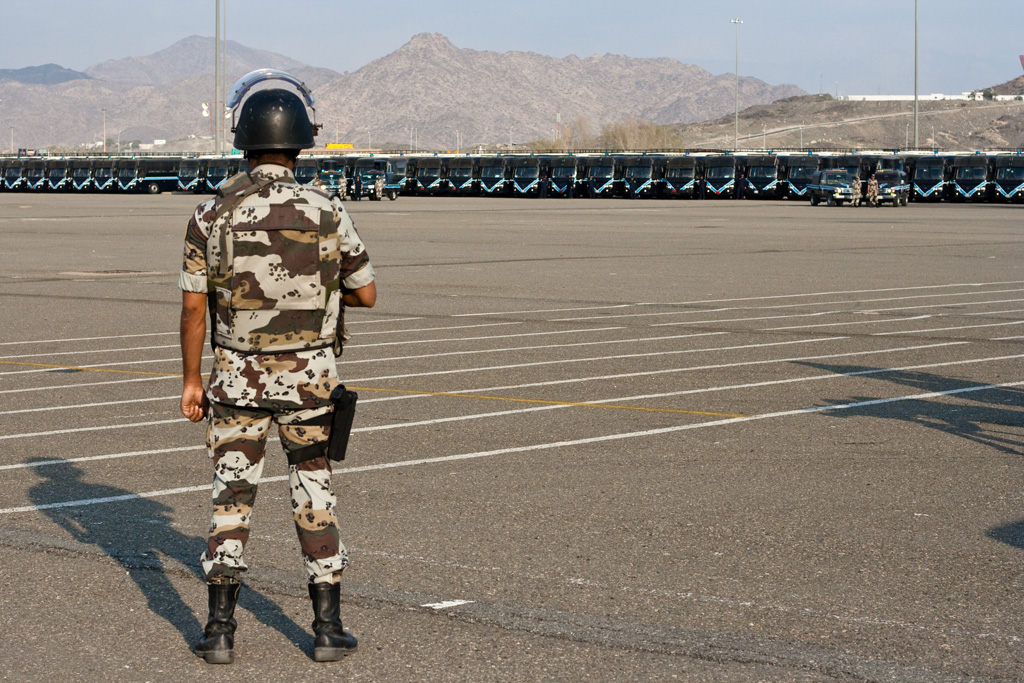
تجهيزات قوات الأمن السعودية لتأمين الحج. ومنها التدرب على وسائل إدارة الحشود

- في أواخر ذي الحجة من سنة ثلاث وستين للهجرة، اتجه مسلم بن عقبة المري بجنده من المدينة نحو مكة يريد عبد الله بن الزبير، لكنه توفي بالطريق، فتولى أمر الجند بعده الحصين بن نمير السكوني، فسار إلى مكة، وقد بايع أهل تهامة والحجاز عبد الله بن الزبير، فقاومه ابن الزبير وقتل من أصحابه المسور بن مخرمة، ومصعب بن عبد الرحمن بن عوف، وأخوه المنذر بن الزبير، واستمر القتال بقية المحرم وصفر من سنة أربع وستين، وفي أوائل ربيع الأول قذف البيت بالمنجنيق، وأحرق بالنار.[143]
- في سنة 930 هاجم القرامطة مدينة مكة وقتلوا عددا من الحجاج، وحملوا معهم الحجر الأسود إلى هجر في الإحساء، ولم يرجع الحجر الأسود إلى مكة إلا بعد القضاء على طائفة القرامطة بعد حروب دامية دامت أكثر من خمسة عشرة سنة، وبأمر من الخليفة الفاطمي، أبو طاهر إسماعيل المنصور بالله.[144]
- في ديسمبر 1975 أسفر حريق ضخم شب في مخيمات للحجاج قرب مكة المكرمة عن مقتل 200 حاج، وقع الحريق أثر انفجار اسطوانة غاز وانتشر بسرعة إلى خيام الحجاج.[145]

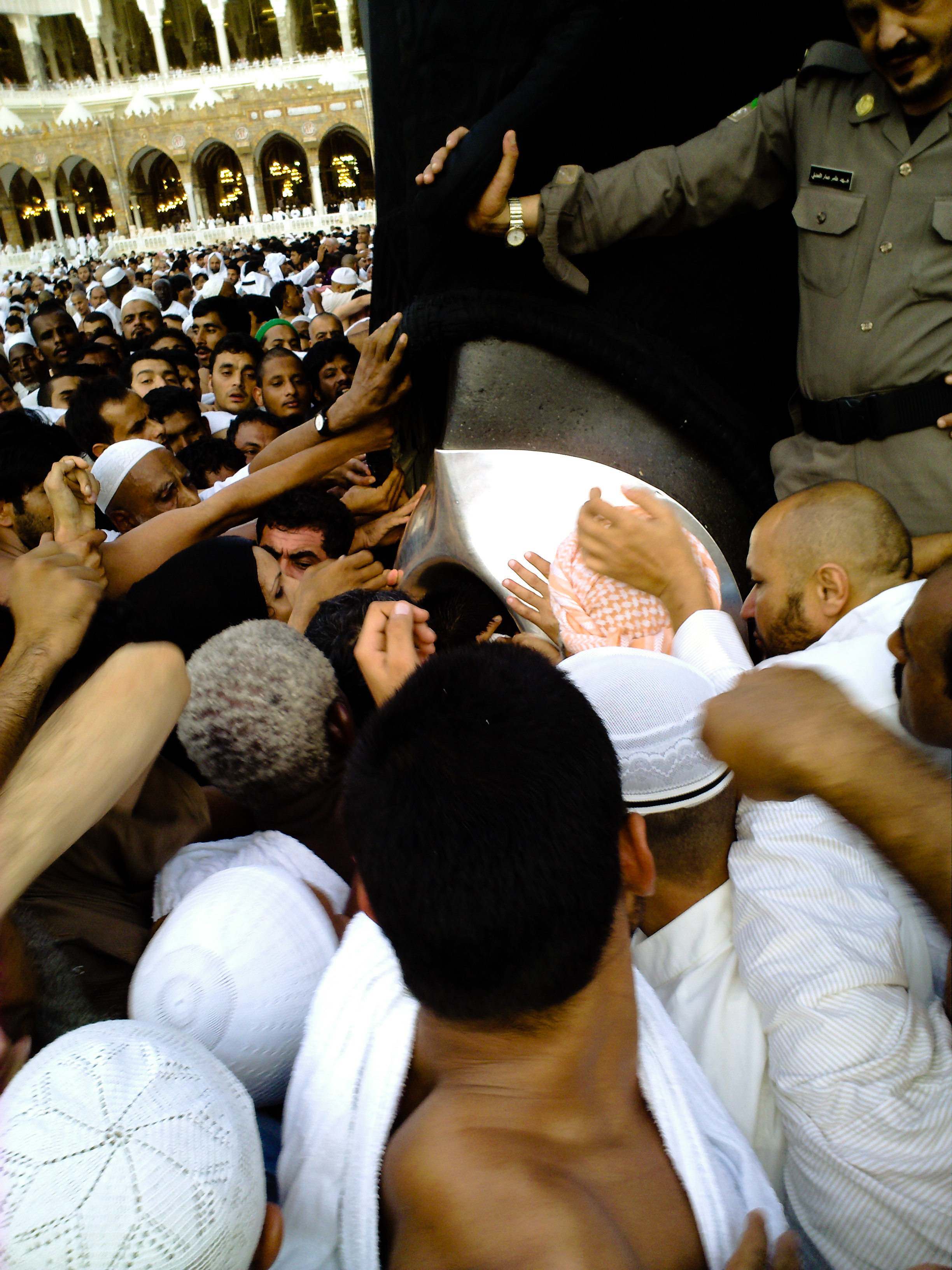
التزاحم سبب رئيسي لزيادة الوفيات.

- في 31 يوليو 1987 قام الحجاج الإيرانيين بمظاهرات عارمة أثناء موسم الحج منددة بالولايات المتحدة عرفت باسم أحداث مكة 1987، وقاموا بسد الطرقات وإحراق السيارات،[146] فتدخلت قوات الأمن السعودية لإنهاء تلك التظاهرات، وأسفرت المواجهات بين القوات السعودية والمتظاهرين الإيرانيين عن مقتل 402 شخصا.[146]
- في 10 يوليو 1989 أدى اعتداء مزدوج بالقرب من المسجد الحرام إلى مقتل شخص وجرح 16 آخرين، ووجهت التهمة إلى 16 كويتيا بالوقوف وراء الاعتداء، وعرفت هذه القضية باسم حادثة الحرم المكي الثانية.[147]
- في 2 يوليو 1990 وقع تدافع كبير داخل نفق منى، الواقع جنوب مكة بعدما توقف على الأرجح نظام التهوية عن العمل. وأسفر الحادث عن مقتل 1426 حاجا معظمهم من الآسيويين مات معظمهم اختناقا.[148]
- في 15 أبريل 1997 تسبب حريق نجم عن سخانة تعمل بالغاز في نشوب حريق هائل في مخيم الحجاج بوادي منى ما أدى إلى مقتل 343 حاجا وجرح أكثر من 1500 آخرين.
- في 1 فبراير 2004 244 حاجا قتلوا في اليوم الأول من رمي الجمرات خلال تدافع حصل في وادي منى قرب مكة المكرمة أثناء مشعر رمي الجمرات.
- في 12 يناير 2006 قتل 340 حاجا في تدافع على جسر الجمرات في ثاني أيام التشريق، وقد وقع بسبب تساقط أمتعة للحجاج من أعلى حافلات كانت تسير في مكان الحادث.[149]
- في 11 سبتمبر 2015 سقطت رافعة في الحرم المكي بسبب العواصف الرعدية التي ضربت مكة مما أسفر عن مقتل أكثر من 107 شخصًا وإصابة حوالي 238 آخرين حسب ما أعلن عنه الدفاع المدني السعودي.[150][151]
- في 24 سبتمبر 2015 قتل أكثر من 769 شخصا وأصيب ما يقارب الألف بسبب التدافع أثناء رمي الجمرات في منى، وكان معظم الضحايا من الباكستانيين والإيرانيين.[152]

## معرض صور الحج

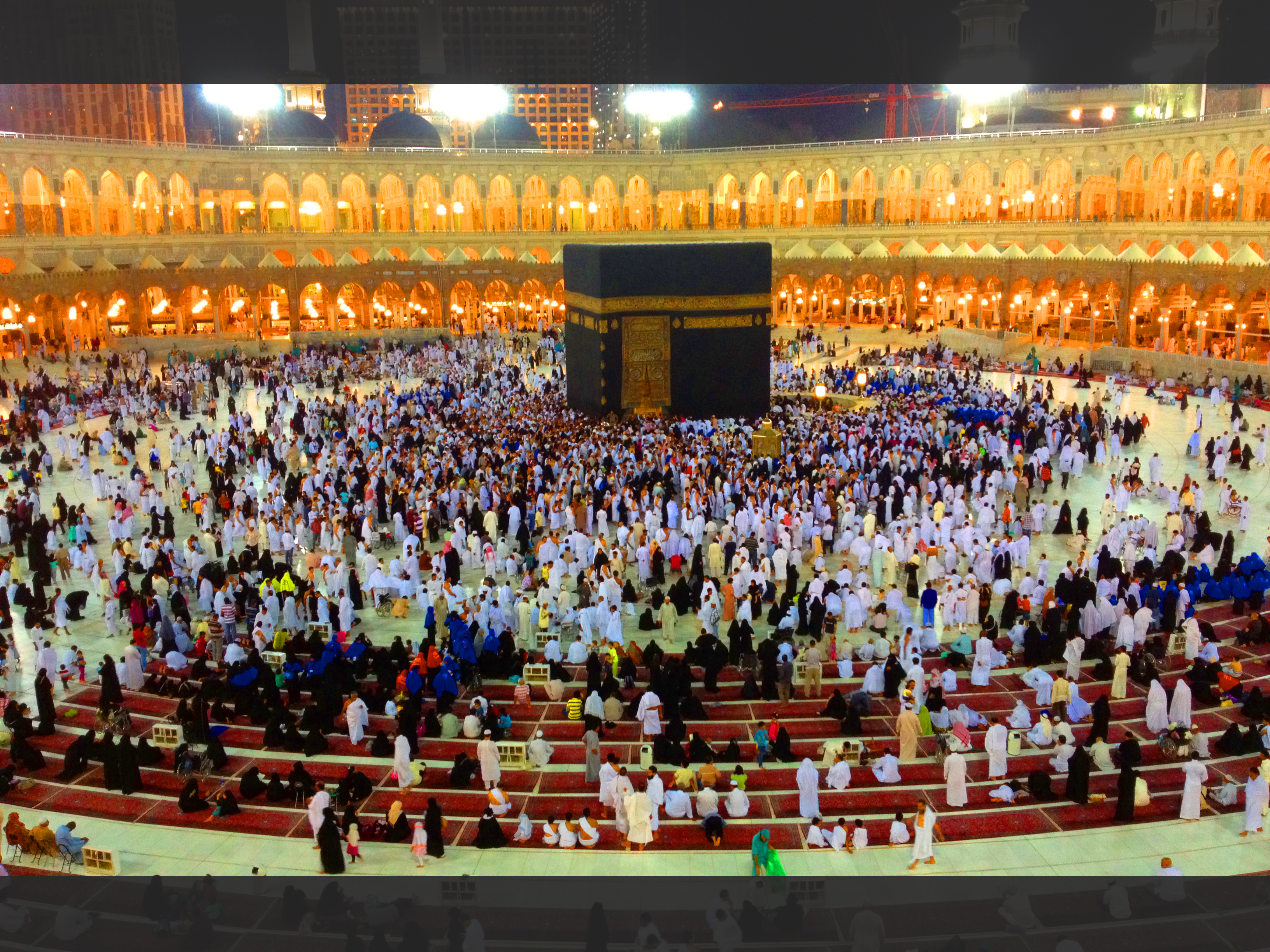
الطواف
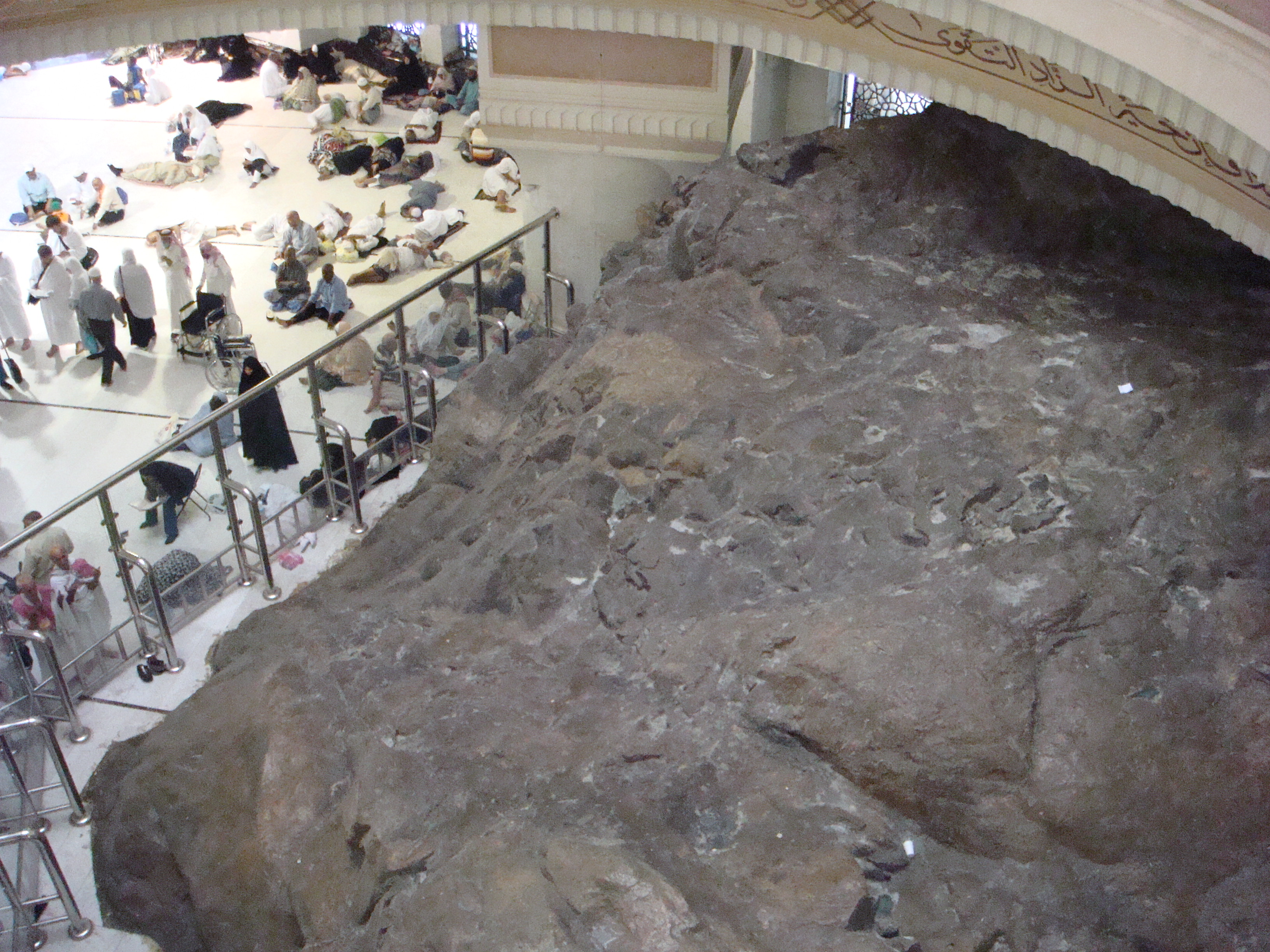
الصفا والمروة
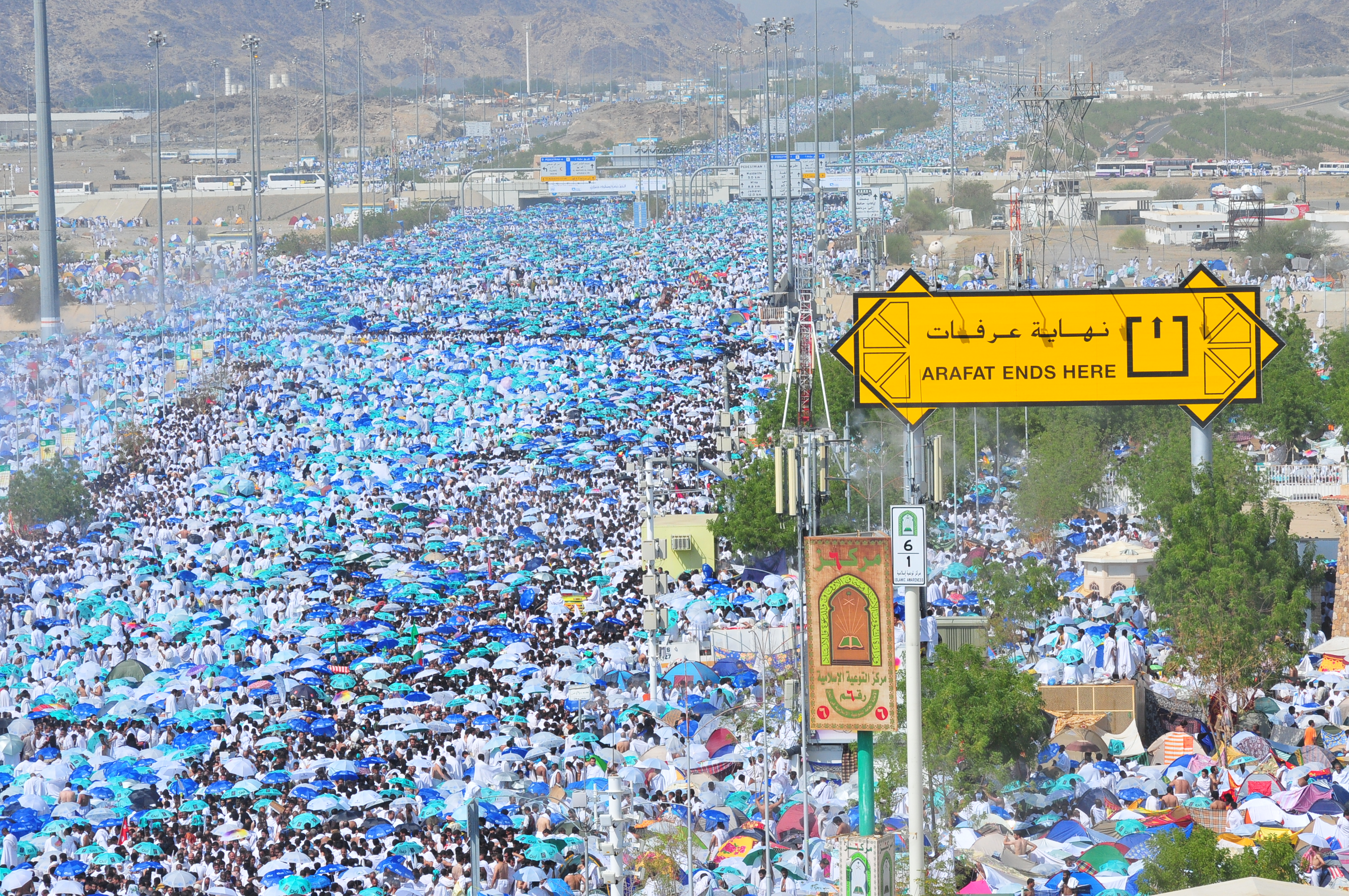
عرفات
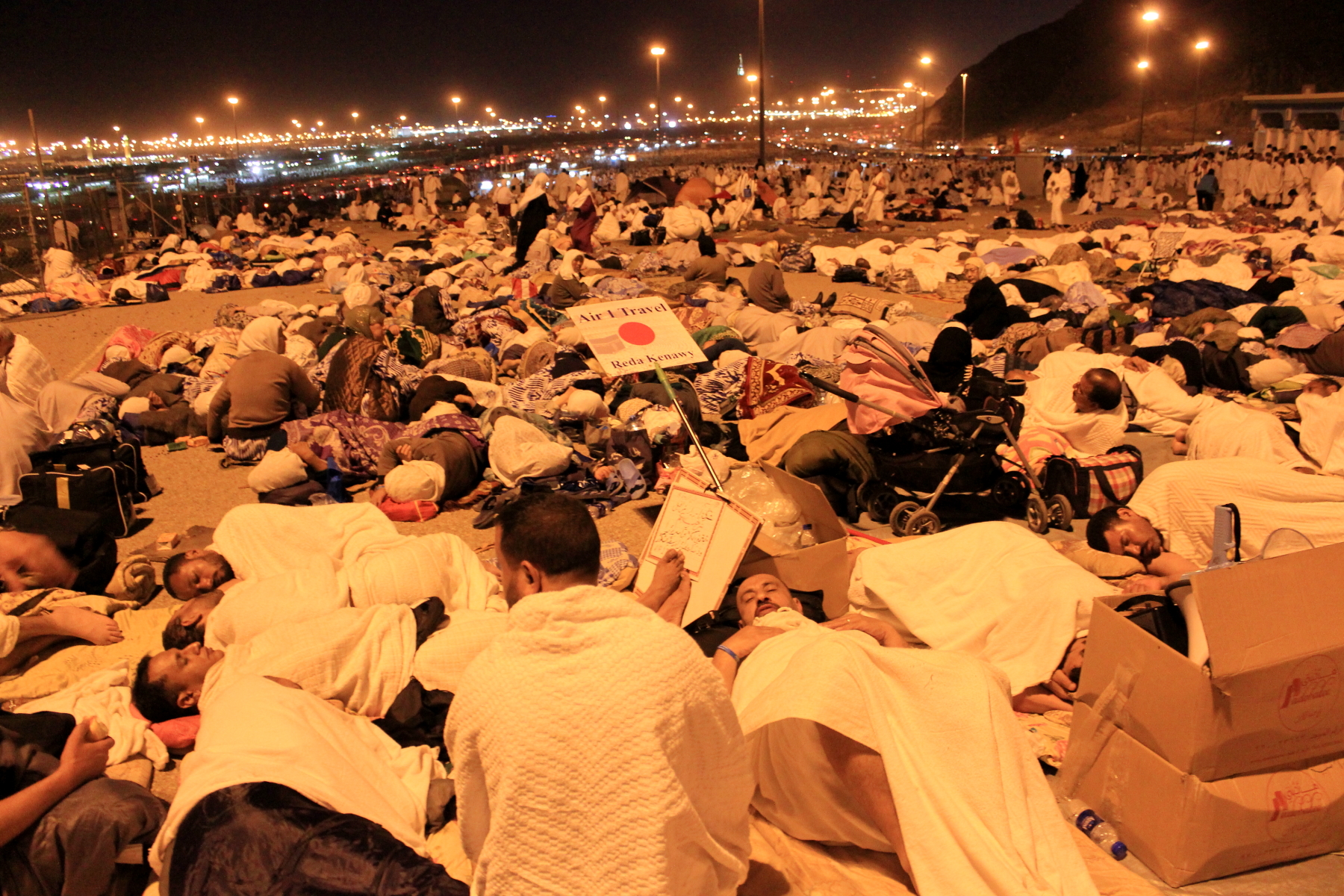
المزدلفة
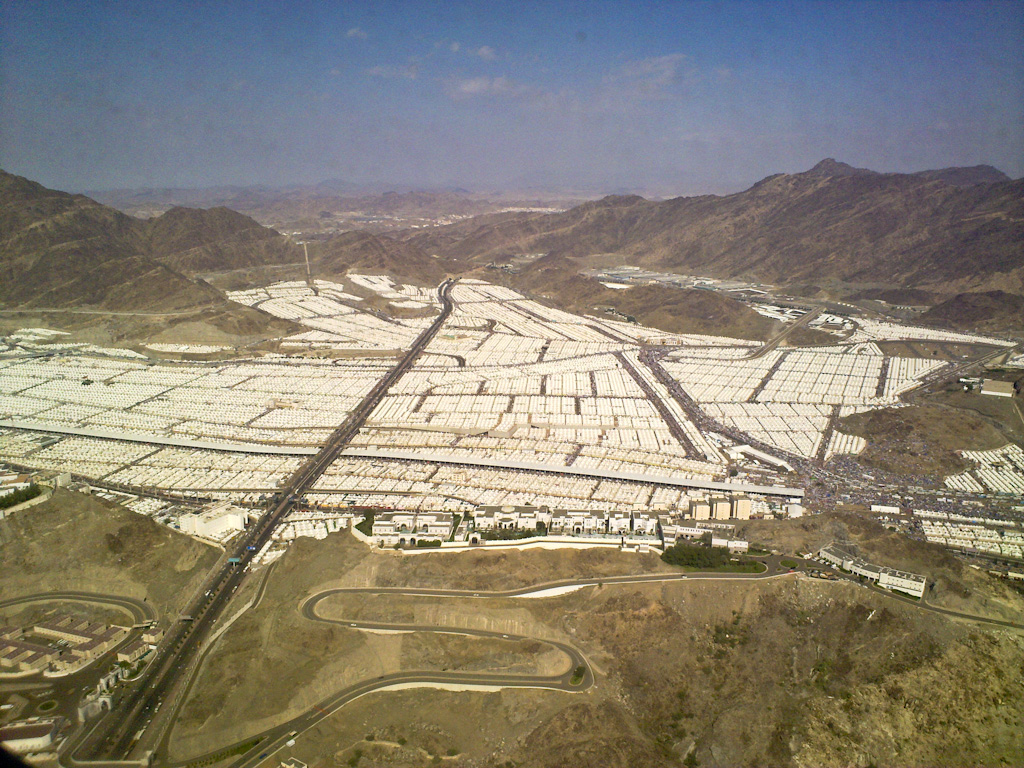
منى

## وصلات خارجية
- مناسك الحج خطوة. خطوة
- الموقع الرسمي للحج والعمرة
- موقع الحج والعمرة
- دليل الحاج والمعتمر
- وزارة الحج والعمرة السعودية
- الحج عند الشيعة الإمامية